# Team Visma-Lease a Bike
Das Team Visma | Lease a Bike ist das erfolgreichste Radsportteam der Niederlande und hat seinen Sitz in Amsterdam. Es wurde im Jahr 1984 von Jan Raas unter dem Namen Kwantum-Decosol gegründet.
Zu den größten Erfolgen der Mannschaft gehören zwei Tour-de-France-Gesamtwertungssiege durch Jonas Vingegaard in den Jahren 2022 und 2023. Im Jahr 2023 konnte das Team als erste Mannschaft alle drei Grand Tours in einem Jahr für sich entscheiden, wobei sie mit Jonas Vingegaard, Primož Roglič und Sepp Kuss drei unterschiedliche Gesamtsieger stellte.
Des Weiteren erzielte die Mannschaft Gesamtsiege beim Giro d’Italia (2019, 2023, 2025) und der Vuelta a España (2007, 2019, 2020, 2021, 2023). Mit Lüttich–Bastogne–Lüttich (2020), Mailand–Sanremo (2020) und der Flandern-Rundfahrt (1986, 1989, 1991, 1997) stellte das Team bereits sechs Sieger bei den fünf Monumenten des Radsports.

## Organisation
Seit dem Jahr 2024 startet die niederländische Mannschaft als Team Visma-Lease a Bike, wobei das Unternehmen offiziell den Namen Yellow B. trägt. Die Umstrukturierung erfolgte Ende 2023 im Zuge eines Sponsorenwechsels, im Bemühen eine eigene Identität zu schaffen, die nicht an den Geldgeber gebunden ist. Als CEO fungiert der Niederländer Richard Plugge, der die Leitung des Teams im Jahr 2013 übernahm. Weiters sind im sportlichen Management Grischa Niermann, Jacco Verhaeren, Mathieu Heijboer, Robbert de Groot und Patrick Broe tätig (Stand 2024). Die Mannschaft ist Träger einer UCI-WorldTeam-Lizenz und somit bei den größten Rennen des Straßenradsports startberechtigt.
Die Gründung der Mannschaft geht auf den niederländischen Radsportler Jan Raas zurück, der das Team im Jahr 1984 um sich formierte und nach seinem Karriereende bis ins Jahr 2003 leitete. Nachdem die Mannschaft in ihren Jahren viele unterschiedliche Namen getragen hatte, konnte sie mit dem Kreditinstitut Rabobank einen großen Sponsor lukrieren, der sich im Zuge mehrerer Doping-Skandale im Jahr 2012 aus dem Radsport zurückzog. Im Zuge einer Neustrukturierung fuhr die Mannschaft unter den Namen Belkin-Pro Cycling Team, Team Lotto NL-Jumbo und Jumbo-Vimsa, wobei sie in jenen Jahren von Richard Plugge aufgebaut wurde.
Neben der Männer-Mannschaft verfügt das Team Visma-Lease a Bike auch über ein Frauen-Team und eine Nachwuchsmannschaft (Team Visma-Lease a Bike Development).

## Geschichte

### 1984–1986: Kwantum-Decosol

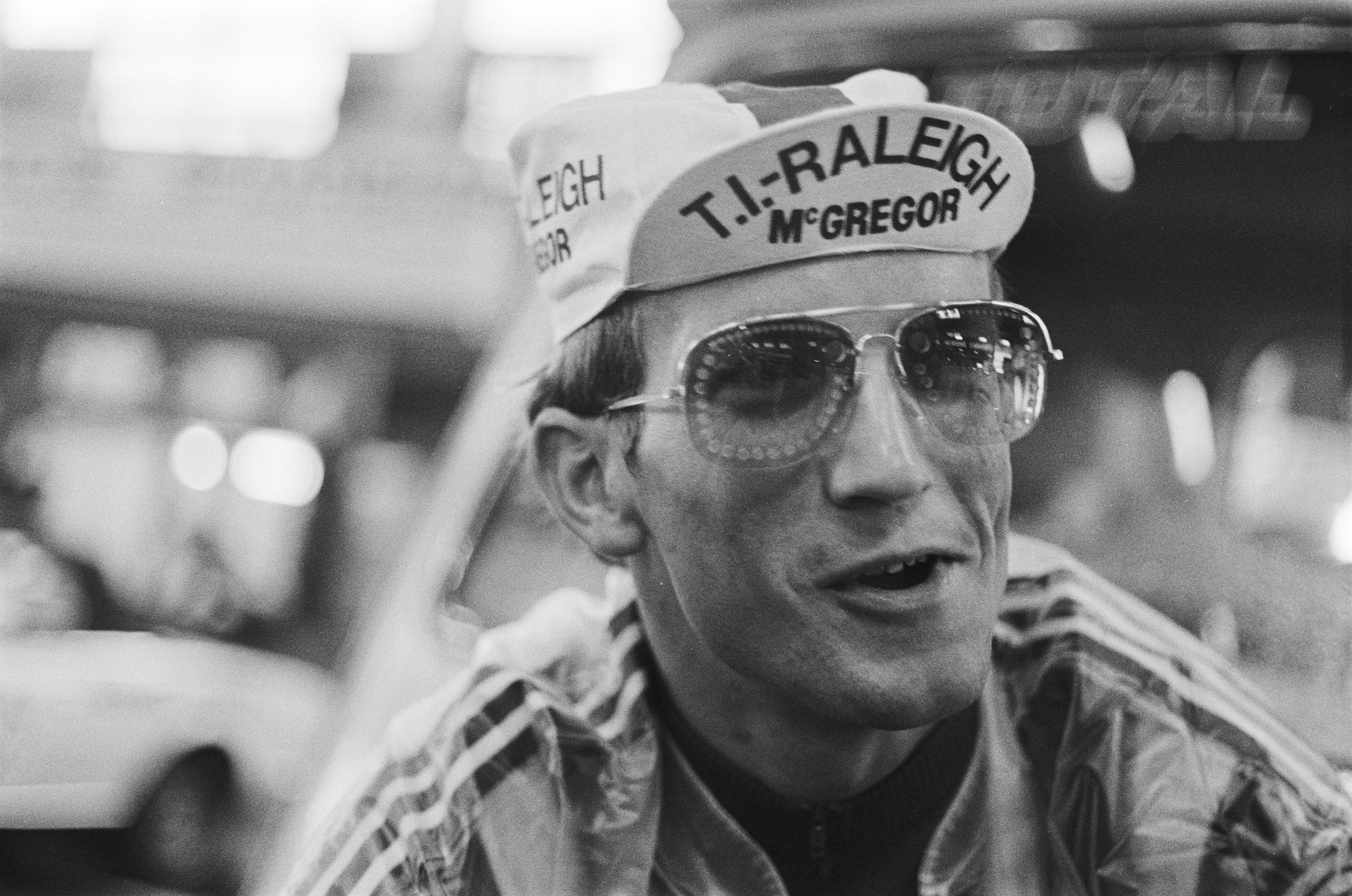
Jan Raas gründet die Kwantum-Decosol Mannschaft im Jahr 1984

Nach einer Auseinandersetzung zwischen dem Fahrer Jan Raas und dem sportlichen Leiter Peter Post kam es am Ende der Saison 1983 zur Teilung der niederländischen TI-Raleigh Mannschaft. Es entstanden die Mannschaften Kwantum-Decosol und Panasonic, wobei mit Ludo Peeters, Leo van Vliet, Ad Wijnands, Cees Priem, Jacques Hanegraaf und Adri van Houwelingen sechs Fahrer Jan Raas folgten. Weiters konnte sich das Team die Dienste von bekannten Radsportlern wie Joop Zoetemelk, Hennie Kuiper und Adrie van der Poel sichern. In der ersten Saison (1984) der neugegründeten Kwantum-Decosol-Mannschaft trugen Jacques Hanegraaf und Adrie van der Poel auf den ersten Etappen das Gelbe Trikot bei der Tour de France. Zu den größten Erfolgen zählte der Sieg beim Amstel Gold Race, sowie ein Tour-de-France-Etappensieg durch Jan Raas, der seine Karriere im Frühjahr 1985 beendete und die sportliche Leitung übernahm. In den beiden nachfolgenden Jahren folgten vier weitere Tour-de-France-Etappensiege, jeweils ein Erfolg bei Züri Metzgete, der Clásica San Sebastián und der Sieg von Adrie van der Poel bei der Flandern-Rundfahrt 1986. Weiters wurde Joop Zoetemelk im Jahr 1985 Weltmeister und bestritt die anschließende Saison im Regenbogentrikot.

### 1987–1989: Superconfex-Yoko
Mit dem Jahr 1987 erhielt die weiterhin von Jan Raas geführte Mannschaft mit Superconfex einen neuen Hauptsponsor. Adrie van der Poel verließ die Mannschaft und Joop Zoetemelk beendete seine Karriere mit dem Ende der Saison 1987, wobei er zuvor das Amstel Gold Race gewann. Für Erfolge sorgte nun der vom Skala-Skil Team neu hinzugekommene Sprinter Jean-Paul van Poppel, der im Alter von 24 Jahren bei der Tour de France 1987 zwei Etappen und die Punktewertung gewann. Nachdem er bei der Tour de France 1988 vier Etappen für sich entschieden hatte, verließ er die niederländische Mannschaft jedoch wieder. Bis ins Jahr 1989 sorgten mit Rolf Gölz und Jelle Nijdam zwei weitere Fahrer für Etappensiege beim größten Radrennen der Welt. In der Gesamtwertung gelang dem, eher klassikerorientierten Team jedoch kein Top-Ergebnis. Weitere große Siege in jenen Jahren waren Züri Metzgete (1987), Amstel Gold Race, Mailand–Turin (jeweils 1988 und 1989) und der zweite Sieg bei der Flandern-Rundfahrt im Jahr 1989 durch Edwig Van Hooydonck.

### 1990–1992: Buckler-Colnago-Decca
Ab dem Jahr 1990 ging die niederländische Mannschaft unter dem Namen Buckler-Colnago-Decca an den Start. Bis ins Jahr 1992 nahm die Anzahl der Tour-de-France-Etappensiege stetig ab, wobei das Team im Jahr 1992 erstmals seit seiner Gründung keinen Tageserfolg feierte. Bei den großen Eintagesrennen war man im Jahr 1991 mit Edwig Van Hooydonck bei der Flandern-Rundfahrt und mit Frans Maassen beim Amstel Gold Race erfolgreich. Weiters verpflichtete die Mannschaft den Niederländer Steven Rooks, der mit dem neunten Gesamtrang bei der Vuelta a España 1991 für den ersten Top 10-Platz im Gesamtklassement einer Grand Tour sorgte. Das Jahr 1992 stellte mit nur 28 Siegen die bis dahin schlechteste Saison in der Geschichte der Mannschaft dar.

### 1993–1994: Wordperfect–Colnago–Decca
Nach David Dekker im Jahr 1992, begann im Jahr 1993 auch Michael Boogerd seine Karriere bei der niederländischen Mannschaft, die nun für zwei Saisonen unter dem Namen Wordperfect–Colnago–Decca fuhr. Weiters verpflichtete das Team den Mexikaner Raúl Alcalá für eine Saison, in der er die Tour DuPont vor Lance Armstrong gewann, ehe er sich dem US-Amerikaner auf der 8. Etappe der Tour de France 1993 geschlagen geben musste. Frans Maassen unterlag Johan Museeuw im Zweier-Sprint bei der Flandern-Rundfahrt und auch Edwig Van Hooydonck konnte mit dem Pfeil von Brabant nur ein größeres Eintagesrennen gewinnen. Im Jahr 1994 sicherte sich die Mannschaft die Dienste des 28-jährigen Russen Viatcheslav Ekimov, der nach dem Gesamtsieg bei der Valencia-Rundfahrt den dritten Rang bei der Fernfahrt Paris–Nizza belegte. Wie in den vorangegangenen Jahren konnte die Mannschaft jedoch keinen großen Sieg einfahren.

### 1995: Novell Software-Decca
Im Jahr 1995 trug die Mannschaft den Namen von Novell Software, das Wordperfect als Produkt verkaufte. Der Sponsor blieb somit trotz der Namensänderung derselbe. Mit dem Usbeken Dschamolidin Abduschaparow verpflichtete die Mannschaft einen Top-Sprinter, der im Jahr 1994 die Punktewertung der Tour de France gewonnen hatte. Bei der Tour de France 1995 setzte er sich im Sprint auf der Champs Élysées durch und sorgte so für den ersten Tour-de-France-Etappensieg der niederländischen Mannschaft seit Jelle Nijdam im Jahr 1991. Edwig Van Hooydonck gewann zum insgesamt vierten Mal den Pfeil von Brabant und wurde Zweiter des Omloop Het Volk, während Viatcheslav Ekimov als Vierter nur knapp einen Podestplatz bei Paris–Roubaix verpasste. Für einen weiteren größeren Erfolg sorgte der Franzose Frédéric Moncassin, der Kuurne–Brüssel–Kuurne als Solist gewann.

### 1996–2012: Rabobank

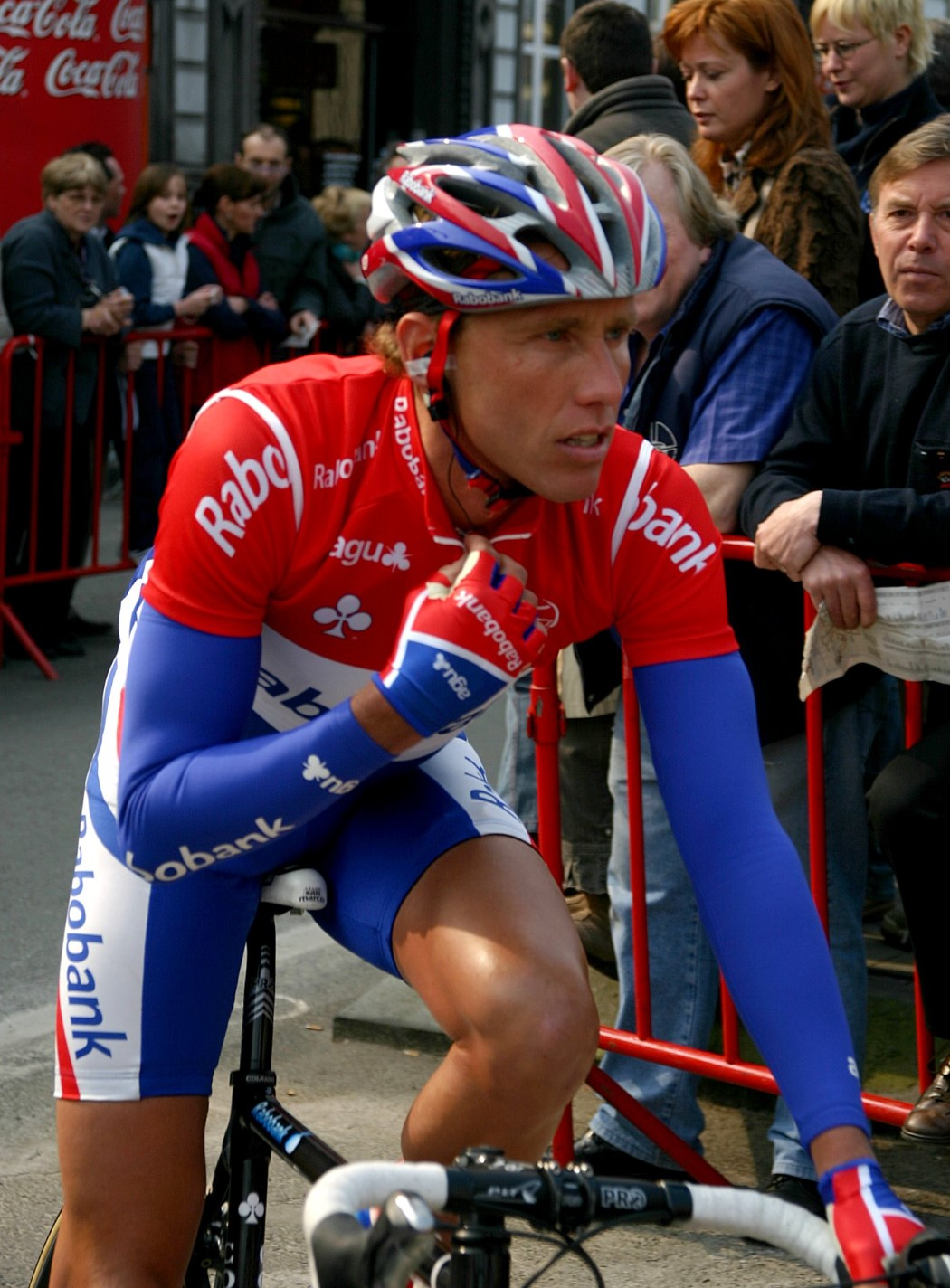
Michael Boogerd sorgt im Jahr 1998 für die erste Top-10-Platzierung bei der Tour de France

Mit dem niederländischen Kreditinstitut Rabobank konnte die Mannschaft im Jahr 1996 einen neuen Hauptsponsor lukrieren, der bis ins Jahr 2012 im Radsport tätig blieb. In jenen Jahren konnte das Rabobank ProTeam, später Rabobank Cycling Team, mehrere große Erfolge einfahren. Im Zuge der USADA Ermittlungen um den Fall US-Postal konnte der Mannschaft jedoch systematisches Doping nachgewiesen werden. Bereits in der ersten Saison wechselten mit Rolf Sørensen und Johan Bruyneel zwei bekannte Fahrer zu der niederländischen Mannschaft. Auch Adrie van der Poel kehrte ins Team zurück, wobei er sich zwischenzeitlich vermehrt auf den Cyclocross-Sport fokussierte und im Jahr 1996 Weltmeister wurde. Edwig Van Hooydonck beendete im Jahr 1996 seine Karriere und Dschamolidin Abduschaparow wurde durch den 23-jährigen australischen Sprinter Robbie McEwen ersetzt. Rolf Sørensen gewann Kuurne–Brüssel–Kuurne und eine Etappe der Tour de France 1996. Im Jahr 1997 sorgte er für den vierten Erfolg bei der Flandern-Rundfahrt. Auch Michael Boogerd konnte im Jahr 1996 eine Etappe der Tour de France gewinnen und entwickelte sich in den nachfolgenden Jahren zu einem Leistungsträger der Mannschaft. Mit dem fünften Gesamtrang bei der Tour de France 1998, fuhr er als erster Fahrer der niederländischen Mannschaft in die Top 10 der Gesamtwertung. Im Jahr darauf gewann er die Fernfahrt Paris–Nizza, das Amstel Gold Race und den Giro dell’Emilia. Mit dem Jahr 2000 konnte auch sein Landsmann Erik Dekker seine ersten großen Erfolge einfahren. Bei der Tour de France 2000 gewann er drei Etappen, ehe er sich auch bei der Clásica San Sebastián durchsetzte. In den nachfolgenden Jahren siegte er beim Amstel Gold Race (2001) und gewann die Gesamtwertung der Fernfahrt Tirreno–Adriatico (2002). Bis ins Jahr 2002 konnte die Mannschaft unter ihrem neuen Namen zehn Etappen bei der Tour de France gewinnen, wobei sich auch Léon van Bon, Robbie McEwen, Marc Wauters und Karsten Kroon in die Siegerlisten des größten Radrennens der Welt eintrugen. Während Adrie van der Poel seine Karriere nach dem Ende der Cyclocross Saison 1999/2000 beendete, hatte sich das Rabobank ProTeam im Jahr 1998 die Dienste des Belgiers Sven Nys gesichert, der als der erfolgreichste Cyclocross-Fahrer der Jahrtausendwende gilt.

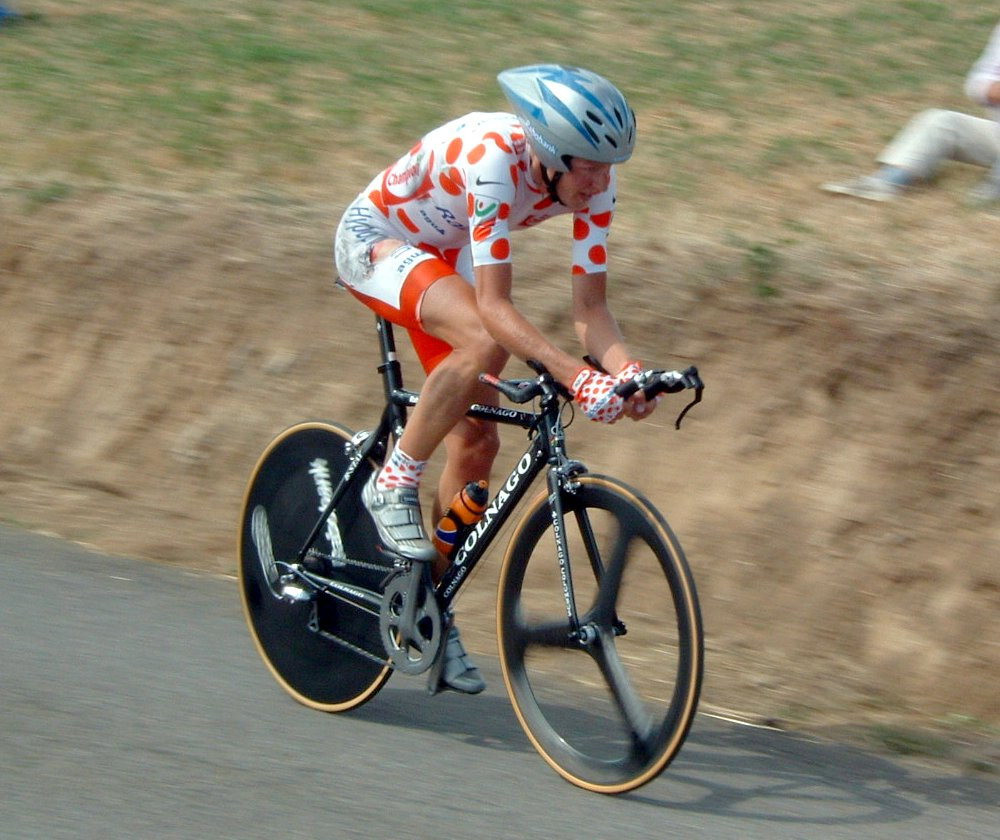
In den Jahren 2005 und 2006 gewinnt Michael Rasmussen die Bergwertung der Tour de France. Im Jahr 2007 wird er als Gesamtführender aus dem Rennen genommen.

Im Vorfeld der Saison 2003 wurde Jan Raas als Teamchef durch Theo de Rooij ersetzt, nachdem es zu Spannungen zwischen dem Sponsor und dem Gründer der Mannschaft gekommen war. Mit dem damals zweifachen Weltmeister Óscar Freire sicherte sich die Mannschaft die Dienste eines Sprinters und Klassiker-Spezialisten. Der Spanier gewann in seiner Zeit beim Rabobank ProTeam drei Austragungen von Mailand–Sanremo (2004, 2007, 2010) und wurde im Jahr 2004 ein drittes Mal Straßenradsport-Weltmeister, womit die niederländische Mannschaft in der Saison 2004 das Regenbogentrikot in ihren Reihen hatte. Ein weiterer Neuzugang des Jahres 2003 war der ehemalige Mountainbiker Michael Rasmussen, den das Team im Alter von 28 Jahren unter Vertrag nahm. Der Däne entwickelte sich neben Levi Leipheimer (2002–2004) und Denis Menschov (ab 2005) zum Kapitän bei den großen Landesrundfahrten und gewann in den Jahren 2005 und 2006 die Bergwertung der Tour de France. Nachdem Denis Menschov mit dem zweiten Gesamtrang bei der Vuelta a España 2005 für den ersten Grand-Tour-Podestplatz in der Geschichte des Teams gesorgt hatte, übernahm Michael Rasmussen im bei der Tour de France 2007 auf der 8. Etappe erstmals das Gelbe Trikot, dass er auf den nachfolgenden Abschnitten ohne größere Probleme verteidigen konnte. Nachdem er die Bergankunft der 16. Etappe auf dem Col d’Aubisque gewonnen hatte, betrug sein Vorsprung im Gesamtklassement mehr als drei Minuten, wobei ihn nur noch drei flache Etappen und ein Einzelzeitfahren vom Gesamtsieg trennten. Aufgrund von Doping-Vorwürfen, wurde er jedoch vor dem Start der 17. Etappe von seiner eigenen Mannschaft aus dem Rennen genommen und mit sofortiger Wirkung suspendiert. Michael Rasmussen wehrte sich lange Zeit gegen die Anschuldigungen, ehe er im Jahr 2013 ein umfangreiches Geständnis ablegte, bei dem er zugleich mitwissende im Team beschuldigte. Wenige Wochen nachdem Michael Rasmussen von der Tour de France ausgeschlossen worden war, sorgte Denis Menschov bei der Vuelta a España 2007 für den ersten Grand Tour-Sieg in der Geschichte der niederländischen Mannschaft. Zwischen den Jahren 2005 und 2007 konnte das Rabobank ProTeam acht Etappen bei der Tour de France gewinnen, wobei sich neben Michael Rasmussen, Denis Menschov und Óscar Freire auch Pieter Weening in die Siegerliste des größten Radrennens der Welt eintrug.

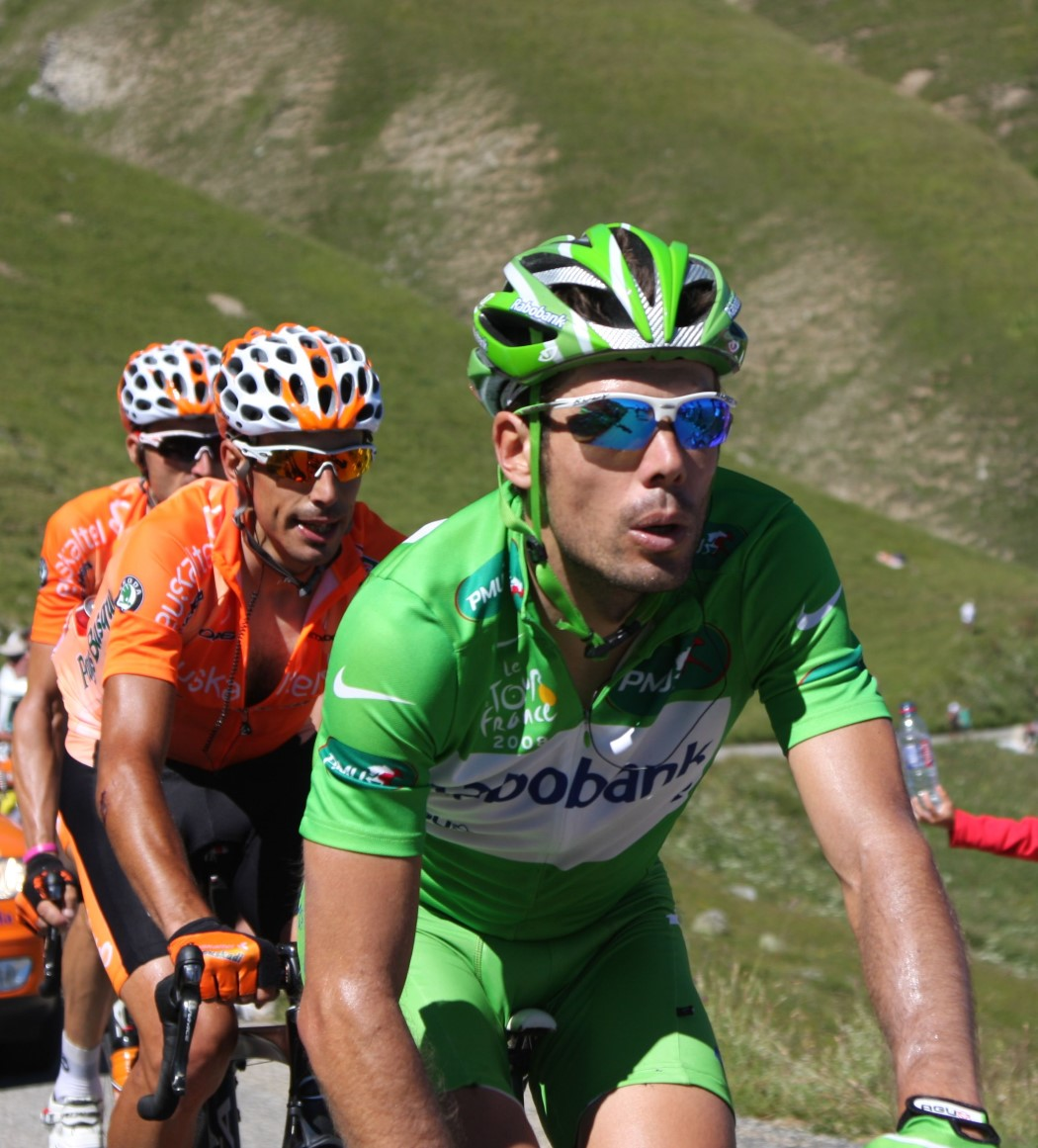
Óscar Freire gewinnt im Jahr 2008 die Punktewertung der Tour de France

Als Nachwirkung des Dopingskandals um Michael Rassmusen trat Theo de Rooij als Teamchef zurück und wurde durch seinen Landsmann Harald Knebel ersetzt. Denis Menshov etablierte sich als Kapitän bei den großen Rundfahrten und rückte nach der Disqualifikation von Bernhard Kohl auf den dritten Gesamtrang der Tour de France 2008 vor. Im Jahr 2009 gewann er den Giro d’Italia, ehe ihm sein zweiter Podiumsplatz bei der Tour de France 2010 wegen Dopings aberkannt wurde. Im Jahr 2011 verließ er das Rabobank ProTeam nach sechs Saisonen. Gemeinsam mit dem Russen wechselte auch Óscar Freire die Mannschaft, nachdem er im Jahr 2008 die Punktewertung und eine Etappe der Tour de France gewonnen hatte. Mit Robert Gesink, Bauke Mollema und Laurens ten Dam stiegen junge, niederländische Fahrer aus dem Development Team zu den neuen Leistungsträgern auf, wobei Ersterer bei seinem Grand Tour-Debüt den siebten Rang bei der Vuelta a España 2008 belegte. Bei der Tour de France blieb er zumeist jedoch hinter den Erwartungen zurück. Für den vorläufig letzten Podiumsplatz sorgte Bauke Mollema, der die Vuelta a España 2011 im Alter von 24 Jahren auf dem dritten Gesamtrang beendete, nachdem der Sieger Juan José Cobo im Nachhinein disqualifiziert worden war. Bei den größeren Eintagesrennen sorgten nach dem Abgang von Óscar Freire Sebastian Langeveld (Omloop Het Nieuwsblad 2011) und Luis León Sánchez (Clásica San Sebastián 2010 und 2012) für die einzigen Siege. Zwischen 2008 und 2012 konnte das Rabobank Cycling Team nur vier Tour-de-France-Etappen gewinnen, wobei sich Juan Manuel Gárate und Luis León Sánchez neben ihrem Landsmann Óscar Freire in die Siegerlisten eintrugen.
Im Zuge der Aufklärung des Dopingskandals um Lance Armstrong gab das Kreditinstitut Rabobank am 19. Oktober 2012 bekannt sich aus dem Straßenradsport zurückzuziehen. In den Jahren zuvor war die niederländische Mannschaft immer wieder in Doping-Skandale involviert. Im Jahr 2008 wurde ein positiver Dopingtest von David Dekker veröffentlicht, ehe drei Fahrer des Teams in die Humanplasma-Affäre verwickelt waren.

### 2013–2014: Belkin-Pro Cycling Team

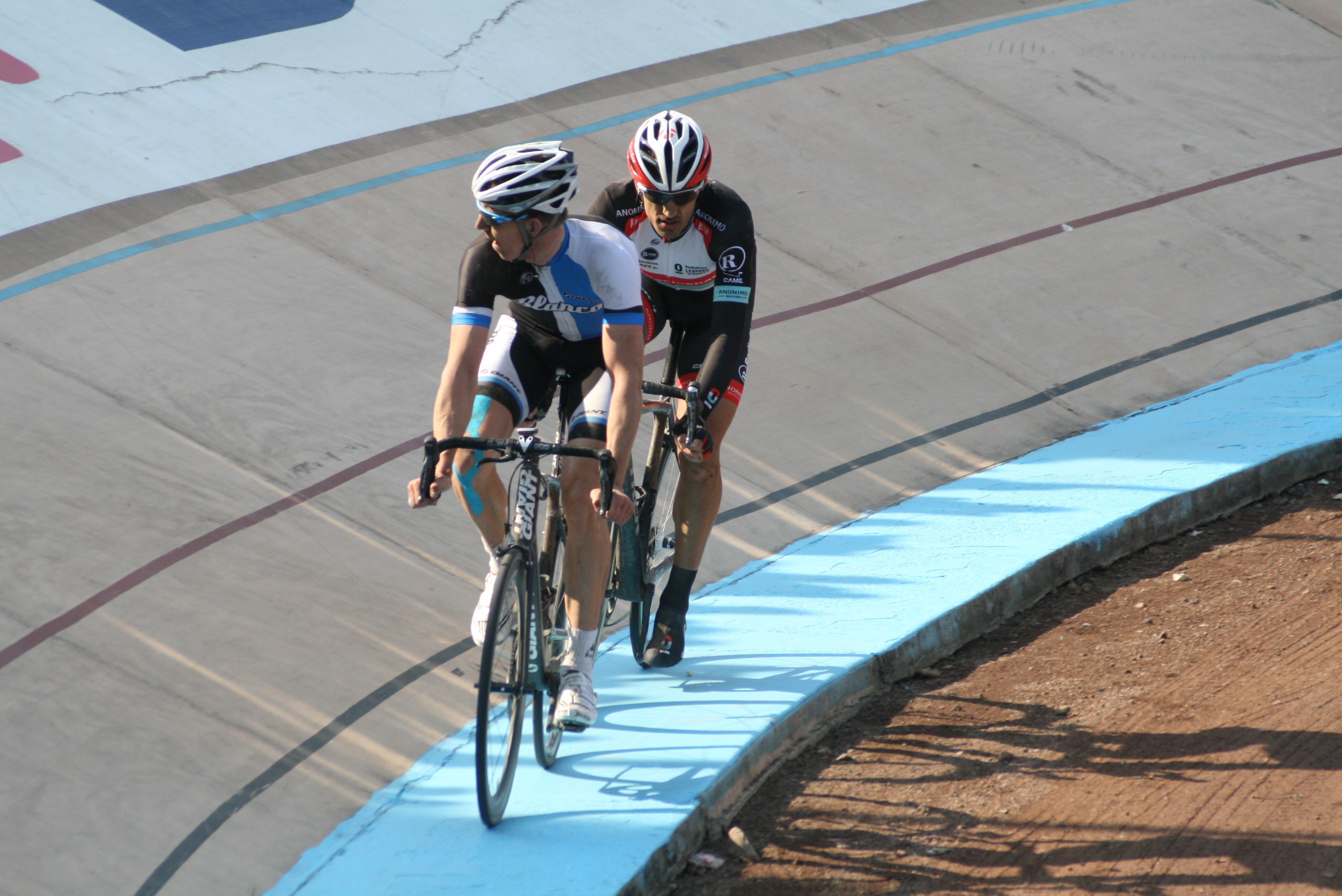
Sep Vanmarcke und Fabian Cancellara auf der Radrennbahn von Roubaix

Mit dem Jahr 2013 übernahm der ehemalige Sportjournalist und Presse- bzw. Kommunikationsdirektor Richard Plugge die Leitung der Mannschaft, die zunächst aufgrund von fehlenden Sponsoren unter ihrem eigentlichen Namen Blanco Pro Cycling Team an den Start ging. Zwar wurde die Mannschaft für ein weiteres Jahr von Rabobank gesponsert, doch die niederländische Bank wollte nicht mehr mit dem Rad-Team in Zusammenhang gebracht werden. Kurz vor dem Start der Tour de France wurde mit Belkin ein neuer Sponsor vorgestellt. Für den ersten Saisonhöhepunkt sorgt Tom-Jelte Slagter, der mit der Tour Down Under eine Rundfahrt der UCI WorldTour gewinnen konnte. Bei den Klassikern zeigte der Neuzugang Sep Vanmarcke auf, der bei Paris–Roubaix gemeinsam mit Fabian Cancellara im Velodrom einfuhr, sich im Sprint jedoch geschlagen geben musste. Bei den Grand Tours konnte einzig Bauke Mollema als Gesamtsechster der Tour de France ein Top-Resultat erzielen, ehe er auch eine Etappe der Vuelta a España gewann. Am Ende der Saison dominierte das Belkin Pro Cycling Team bei der kleineren Tour of Hainan, wo es mit den Sprintern Theo Bos und Moreno Hofland alle neun Etappen und die Gesamtwertung gewann.

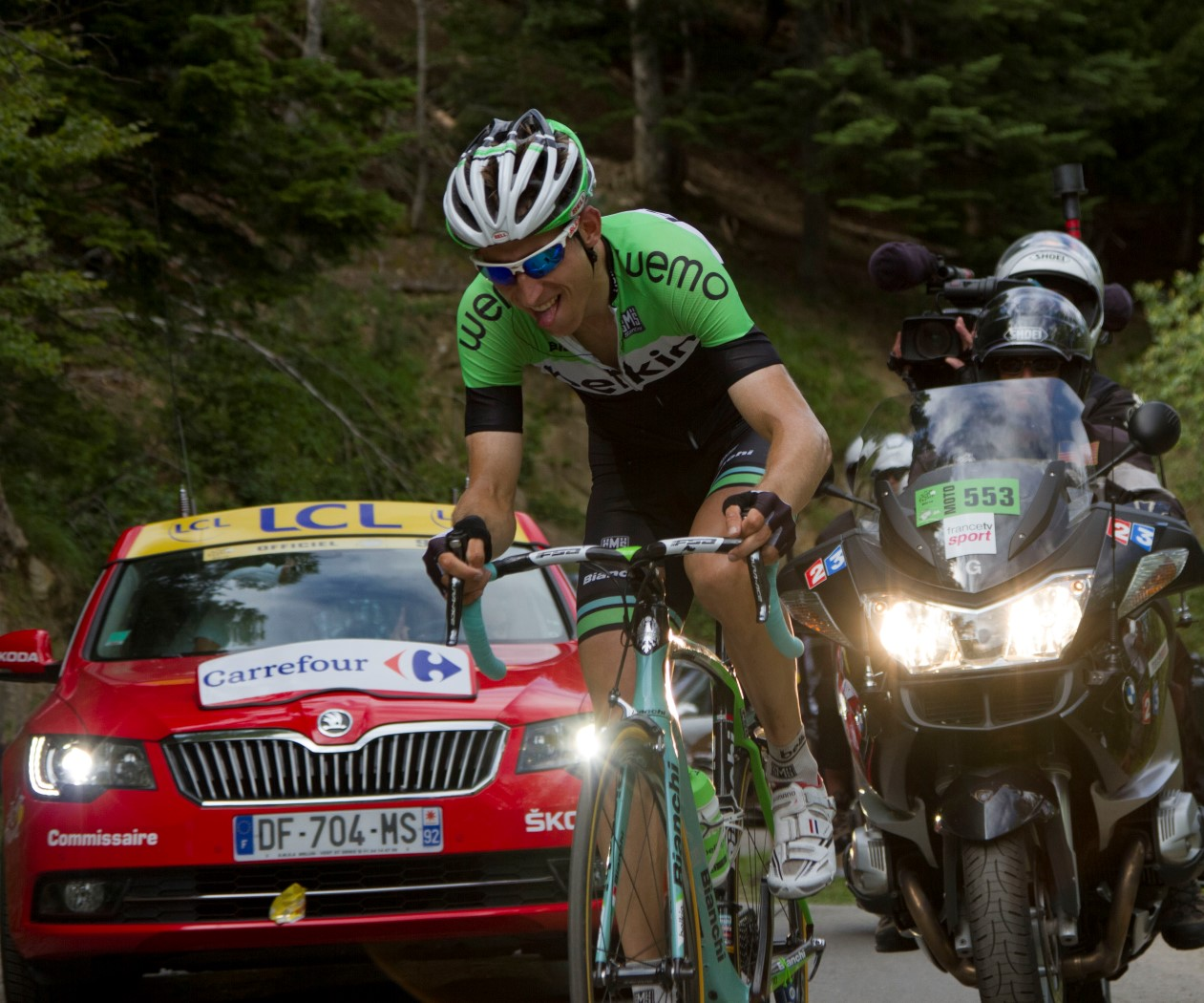
Bauke Mollema bei der Tour de France 2014

Die Nachwirkungen des Ausstiegs von Rabobank zogen sich auch in die Saison 2014. Obwohl die Zukunft des Teams durch den Einstieg von Belkin vorerst gesichert war, beschrieb Richard Plugge den Zustand der Mannschaft in jenem Jahr als chaotisch. Bereits im Oktober der vorangegangenen Saison trennte sich das Belkin Pro Cycling Team von Luis León Sánchez, der Berichten zufolge in den Dopingskandal um Eufemiano Fuentes involviert war, obwohl der Spanier noch einen für zwei Jahre laufenden Vertrag hatte. Mit Robert Gesink, Bauke Mollema, Laurens ten Dam, Steven Kruijswijk und dem aufstrebenden Wilco Kelderman verblieben jedoch zahlreiche niederländische Leistungsträger in der Mannschaft. Auch der Belgier Sep Vanmarcke überzeugte erneut bei den Frühjahresklassikern und wurde Dritter der Flandern-Rundfahrt, ehe er als Vierter nur knapp das Podium von Paris–Roubaix verpasste. Beim Giro d’Italia bestritt der erst 23-jährige Wilco Kelderman seine erste Grand Tour und beendete diese auf dem siebten Gesamtrang. Mit Laurens Ten Dam und Bauke Mollema platzierten sich gleich zwei Fahrer des Belkin Pro Cycling Teams in den Top 10 der Tour de France, wobei die Mannschaft durch Lars Boom auf der 5. Etappe einen Tagessieg feiern konnte. Bereits im Juni des Jahres 2014 kündigte Belkin seinen Rückzug aus dem Radsport an, wodurch sich Richard Plugge erneut nach einem neuen Sponsor umsehen musste.

### 2015–2018: Team Lotto NL-Jumbo

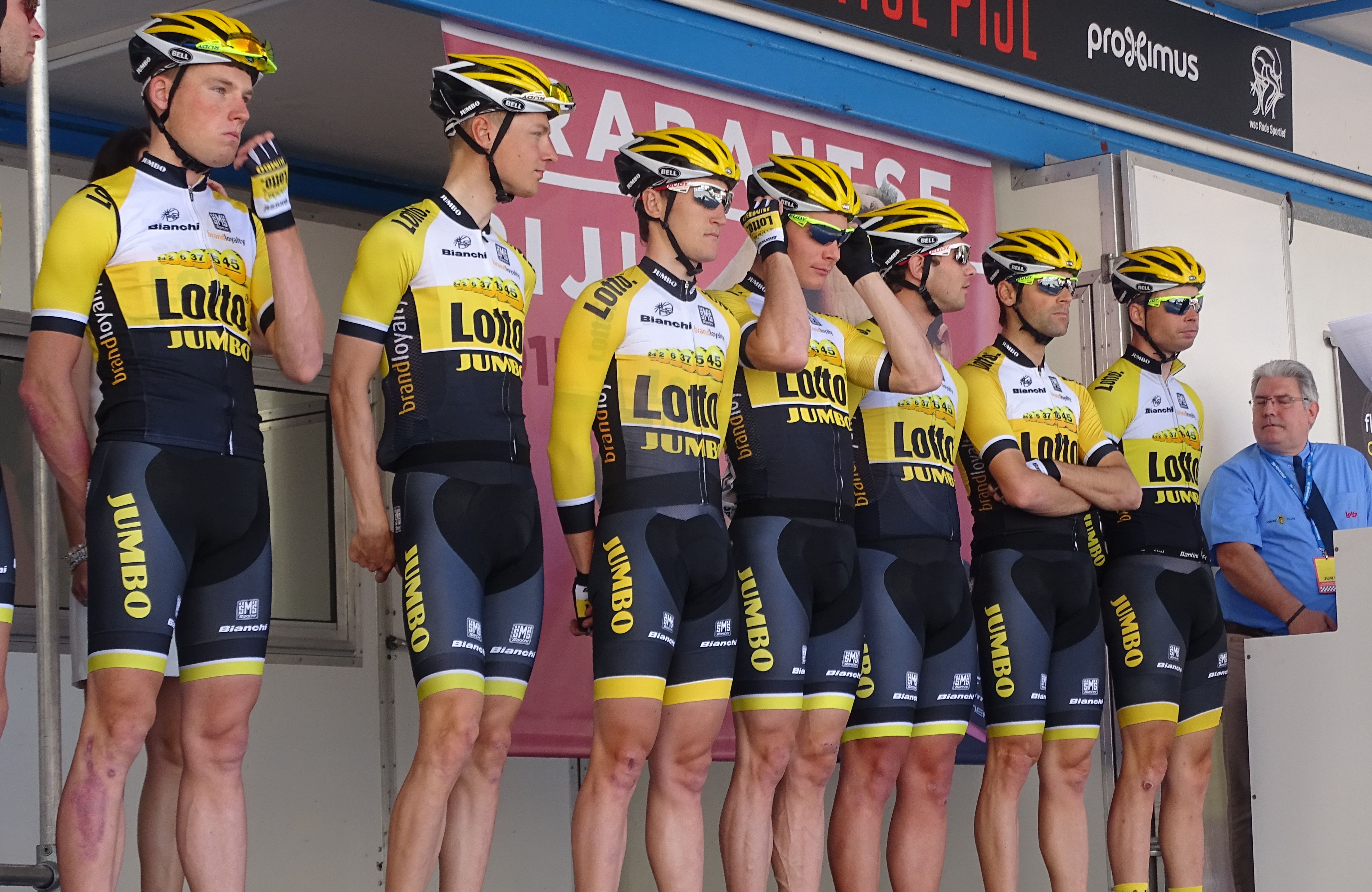
Mannschaftsfoto 2015

Die Saison 2015 signalisierte einen Neustart des Teams, das mit der nationalen Lotterie (Lotto NL) und der Supermarktkette Jumbo zwei neue Sponsoren lukrieren konnte. Dank der finanziellen Möglichkeiten begann nun eine Phase der Reorganisation und Bildung einer neuen DNA und Team-Kultur. Mit dem damaligen Kapitän Bauke Mollema verließen gleich elf Fahrer die Mannschaft, die durch sieben großteils junge Fahrer ersetzt wurden. Aus Sicht der Resultate erreichte das Team Lotto NL Jumbo jedoch mit nur sechs Saisonsiegen einen neuen Tiefpunkt. Zwar fuhren sowohl der mittlerweile 29-jährige Robert Gesink als auch Steven Kruijswijk als Sechster bzw. Siebter in die Top 10 der Tour de France bzw. des Giro d’Italia, doch durch Bert-Jan Lindeman konnte die Mannschaft einzig bei der Vuelta a España eine Etappe einer Grand Tour gewinnen. Am Jahresende belegte das Team Lotto NL-Jumbo den 14. Rang im Ranking der UCI WorldTeams, wobei es nur besser als drei anderen Mannschaften abschnitt.

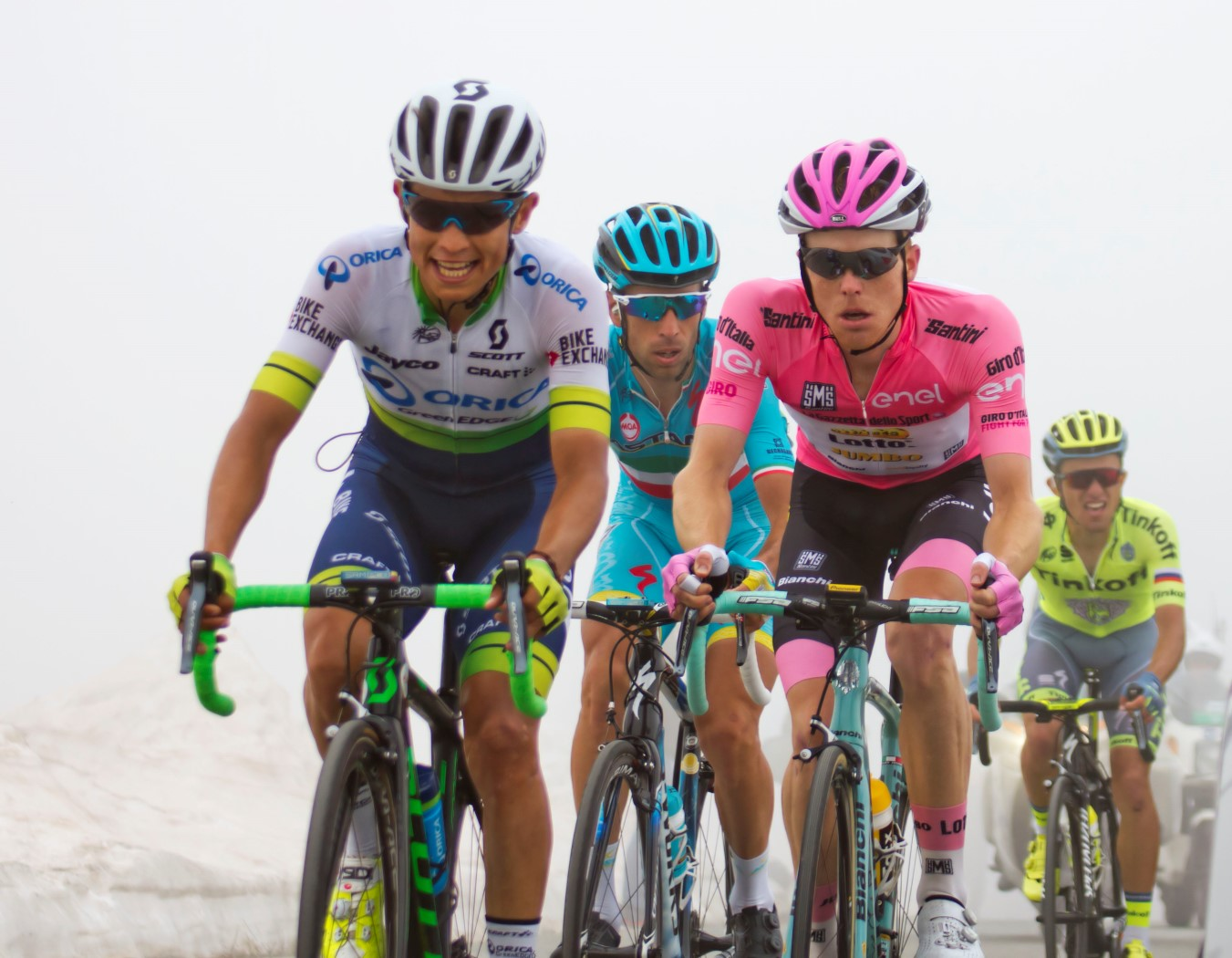
Steven Kruijswijk im Rosa Trikot beim Giro d’Italia 2016

Nach einer durchwachsenen Saison des Jahres 2015 begann im Jahr 2016 der Aufstieg der niederländischen Mannschaft. Im Zuge der Transfers wurden weitere Nachwuchsfahrer verpflichtet. Neben dem Sprinter Dylan Groenewegen und dem Zeitfahr-Spezialisten Victor Campenaerts sicherte sich das Team die Dienste des 25-jährigen Slowenen Primož Roglič, der zuvor als Skispringer erfolgreich gewesen war, und mit starken Leistungen bei Adria Mobil aufgezeigt hatte. Bereits beim Giro d’Italia, wo Primož Roglič sein Grand-Tour-Debüt gab, belegte er Platz zwei im Auftaktzeitfahren und gewann kurze Zeit später das Einzelzeitfahren der 9. Etappe. Neben dem Slowenen überzeugte auch Steven Kruijswijk, der die Italien-Rundfahrt als Kapitän des Team Lotto NL-Jumbo in Angriff genommen hatte und nach der 14. Etappe das Rosa Trikot übernahm. Der 28-jährige Niederländer sah lange Zeit wie der mögliche Gesamtsieger des Giro d’Italia aus, ehe er auf der 19. Etappe in der Abfahrt des Col Agnel zu Sturz kam und schlussendlich als Vierter das Podium nur knapp verpasste. Nachdem die Mannschaft bei der Tour de France hinter den Erwartungen zurückgeblieben war, gewann Robert Gesink eine Etappe der Vuelta a España, die George Bennett auf dem Zehnten Gesamtrang beendete. Insgesamt konnte das Team Lotto NL-Jumbo im Jahr 2016 19 Siege feiern, von denen elf auf das Konto des Sprinter Dylan Groenewegen gingen. Auch Sep Vanmarcke konnte bei den Frühjahres-Klassikern an seine früheren Leistungen anschließen und stand als Dritter erneut auf dem Podium der Flandern-Rundfahrt.

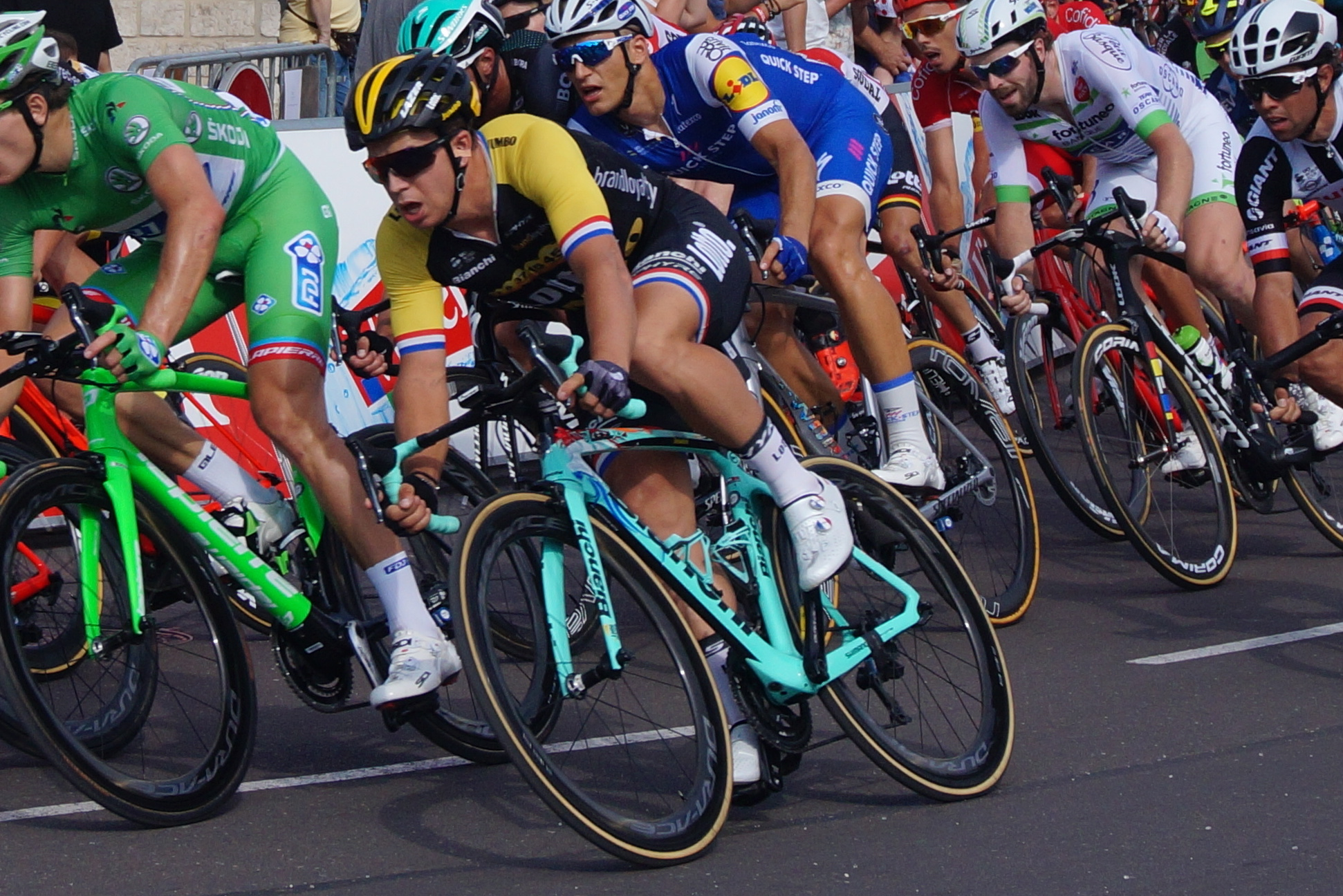
Dylan Groenewegen bei der Tour de France 2017

Im Vorfeld der Saison 2017 verließen mit Wilco Kelderman und Sep Vanmarcke zwei Leistungsträger das Team Lotto NL-Jumbo. Dafür sicherte sich die Mannschaft die Dienste des erfahrenen Rundfahrt-Spezialisten Jürgen Van Den Broeck, der als Helfer von Robert Gesink und Steven Kruijswijk verpflichtet wurde. Nachdem das niederländische Team bei den Frühjahres-Klassikern nur eine Nebenrolle gespielt hatte, folgten die ersten Erfolge bei den größeren einwöchigen Rundfahrten. Besonders Primož Roglič zeigte mit Etappensiegen bei der Baskenland-Rundfahrt und dem Gesamtsieg bei der Algarve-Rundfahrt auf, ehe er sich sowohl bei Tirreno–Adriatico als auch bei der Tour de Romandie als einer der besten Gesamtklassement-Fahrer erwies. Mit George Bennett konnte das Team Lotto NL-Jumbo zudem die Kalifornien-Rundfahrt gewinnen. Nachdem Jos van Emden das Abschlusszeitfahren des Giro d’Italia gewonnen hatte, sorgten Primož Roglič und Dylan Groenewegen für die ersten Etappensieg bei der Tour de France seit dem Jahr 2014. Steven Kruijswijk konnte nicht an seine Leistungen im vergangenen Jahr anschließen und gab zunächst den Giro d’Italia auf, ehe er die Vuelta a España als Gesamtneunter beendete.

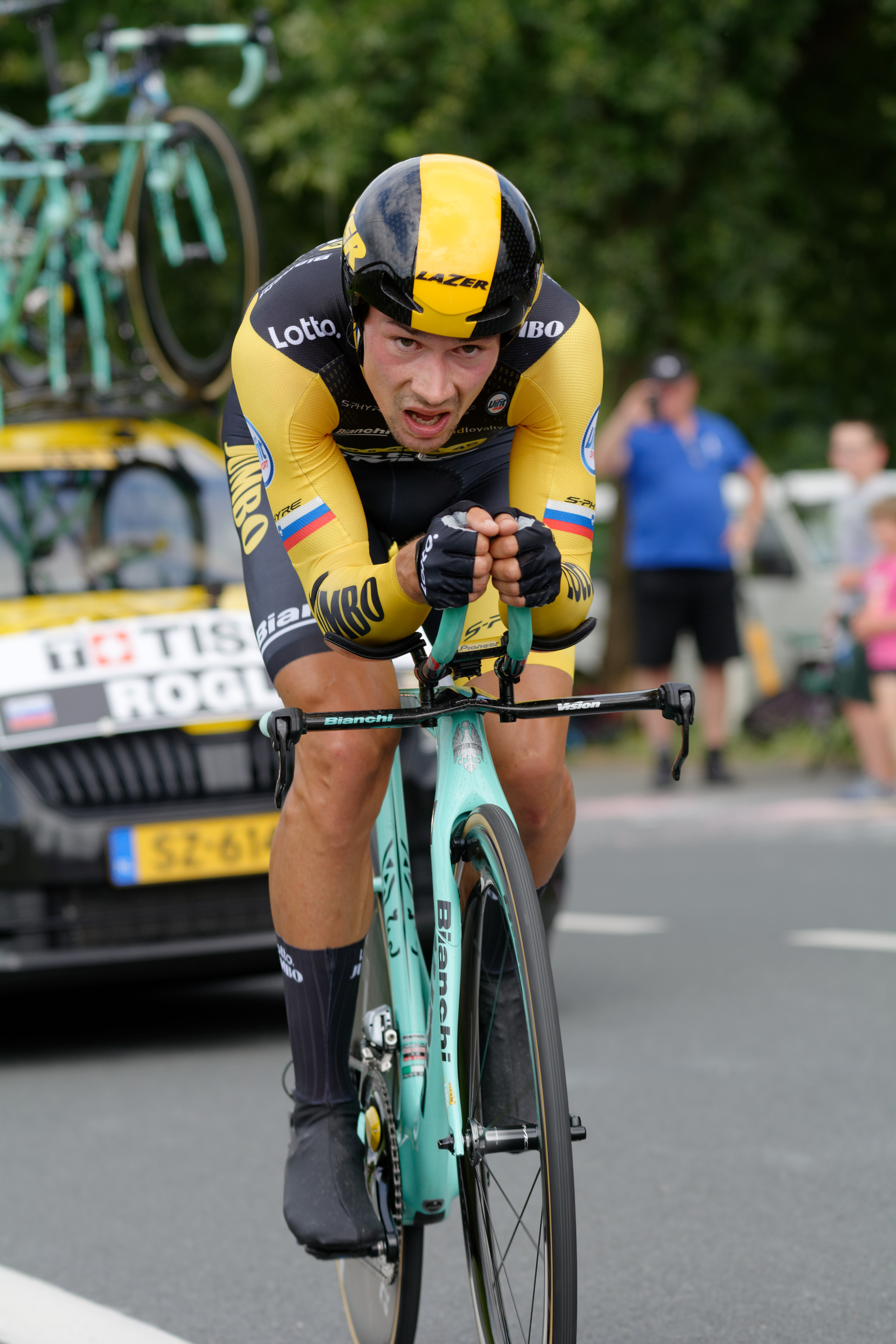
Primož Roglič auf der 20. Etappe der Tour de France 2018

Im Dezember des Jahres 2017 wurden Juan José Lobato, Antwan Tolhoek und Pascal Eenkhoorn aus disziplinarischen Gründen vom Trainingslager in Girona ausgeschlossen. Das Trio wurde nach der Einnahme der Schlafmittel Noctamid und Stilnox ins Krankenhaus eingeliefert. Während der Vertrag von Juan José Lobato aufgelöst wurde, erhielten der 23-jährige Antwan Tolhoek und der 21-jährige Pascal Eenkhoorn eine zweite Chance. Beide wurden jedoch für zwei Monate suspendiert.
Mit Sepp Kuss und Neilson Powless verpflichtete das Team Lotto NL-Jumbo zur Saison 2018 zwei junge US-Amerikaner, während Victor Campenaerts und Jürgen Van Den Broeck die Mannschaft verließen. Primož Roglič setzte seine Entwicklung zum Gesamtklassement-Fahrer fort und gewann mit der Baskenland-Rundfahrt, Tour de Romandie und Slowenien-Rundfahrt drei Etappenrennen, ehe er an der Seite von Steven Kruijswijk bei der Frankreich-Rundfahrt an den Start ging. Bei der Tour de France erwies sich der Slowene als stärkster Fahrer der niederländischen Mannschaft und konnte mit der 19. Etappe den letzten Abschnitt in den Pyrenäen für sich entscheiden. Vor dem Zeitfahren der 20. Etappe lag er zwischenzeitlich sogar auf dem dritten Gesamtrang, den er schlussendlich an Chris Froome abgeben musste. Hinter Primož Roglič wurde Steven Kruijswijk Fünfter der Gesamtwertung. Dylan Groenewegen sorge mit zwei Etappensiegen für die bislang erfolgreichste Tour de France seit der Neustrukturierung im Jahr 2013. Auch abseits der Frankreich-Rundfahrt konnte das Team Lotto NL-Jumbo überzeugen. Nach dem Achten Gesamtrang von George Bennett beim Giro d’Italia verpasste Steven Kruijswijk bei der Vuelta a España als Vierter nur knapp das Podium. Durch Dylan Groenewegen konnte die Mannschaft mit Kuurne–Brüssel–Kuurne wieder ein größeres Eintagesrennen gewinnen, ehe Sepp Kuss gegen Ende der Saison mit drei Etappensiegen und dem Gesamtsieg bei der Tour of Utah aufzeigte.

### 2019–2023: Jumbo-Visma

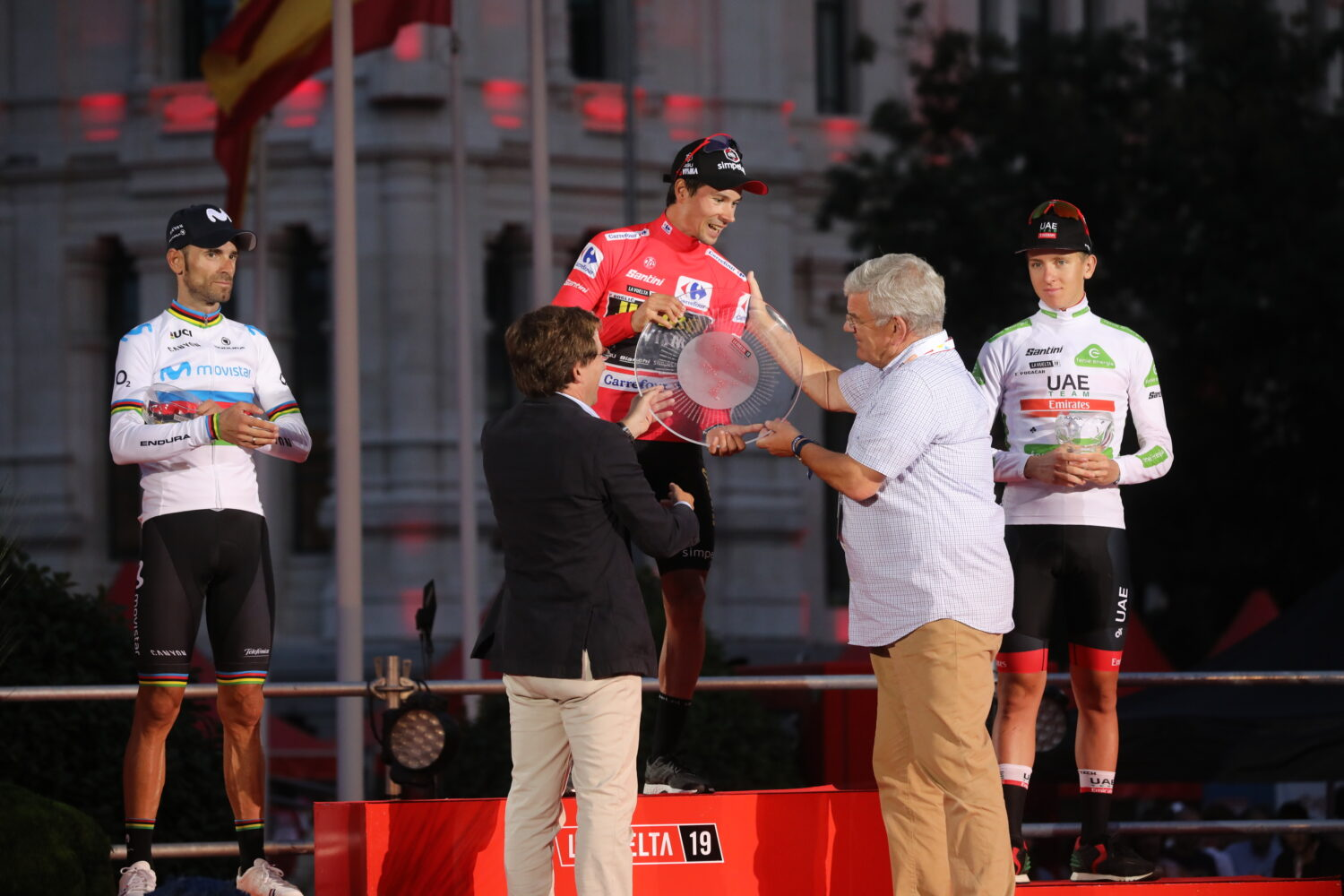
Primož Roglič gewinnt die Vuelta a España 2019 vor Alejandro Valverde (links) und Tadej Pogačar (rechts)

Ab dem Jahr 2019 ging das Team unter dem Namen Jumbo-Visma an den Start. Mit dem vierfachen Zeitfahrweltmeister Tony Martin und dem dreifachen Cyclocross-Weltmeister Wout van Aert unterschrieben weitere bekanntere Radsportler bei der niederländische Mannschaft, die auch den Rückkehrer Mike Teunissen, den Belgier Laurens de Plus und den 22-jährigen Dänen Jonas Vingegaard unter Vertrag nahm. Primož Roglič gewann im Frühjahr mit der UAE Tour, Tirreno–Adriatico und der Tour de Romandie drei Etappenrennen der UCI WorldTour und ging im Anschluss als Mitfavorit beim Giro d’Italia an den Start. Nachdem er das Auftaktzeitfahren der Italien-Rundfahrt für sich hatte entscheiden können, trug er die Maglia Rosa für fünf Tage und stand nach einem weiteren Etappensieg als Gesamtdritter erstmals auf dem Podium einer Grand Tour. Wenige Wochen später konnte das Team Jumbo-Visma auch bei der Tour de France überzeugen. Nachdem Mike Teunissen die 1. Etappe gewonnen und das Gelbe Trikot für zwei Tage getragen hatte, sorgten Dylan Groenewegen (7. Etappe) und Wout van Aert (10. Etappe) für die nächsten Etappen-Erfolge. Mit Steven Kruijswijk stand zudem erstmals seit 2008 wieder ein Fahrer der niederländischen Mannschaft auf dem Podium der Gesamtwertung. Der größte Erfolg der Saison 2019 folgte jedoch bei der letzten Grand Tour des Jahres, als Primož Roglič die 74. Austragung der Vuelta a España für sich entschied. Der Slowene und sein Helfer Sepp Kuss gewannen zudem jeweils eine Etappe. Später war Roglič auch bei den Eintagesrennen Giro dell’Emilia und Tre Valli Varesine erfolgreich und führte am Jahresende das UCI-Ranking als bester Fahrer an.

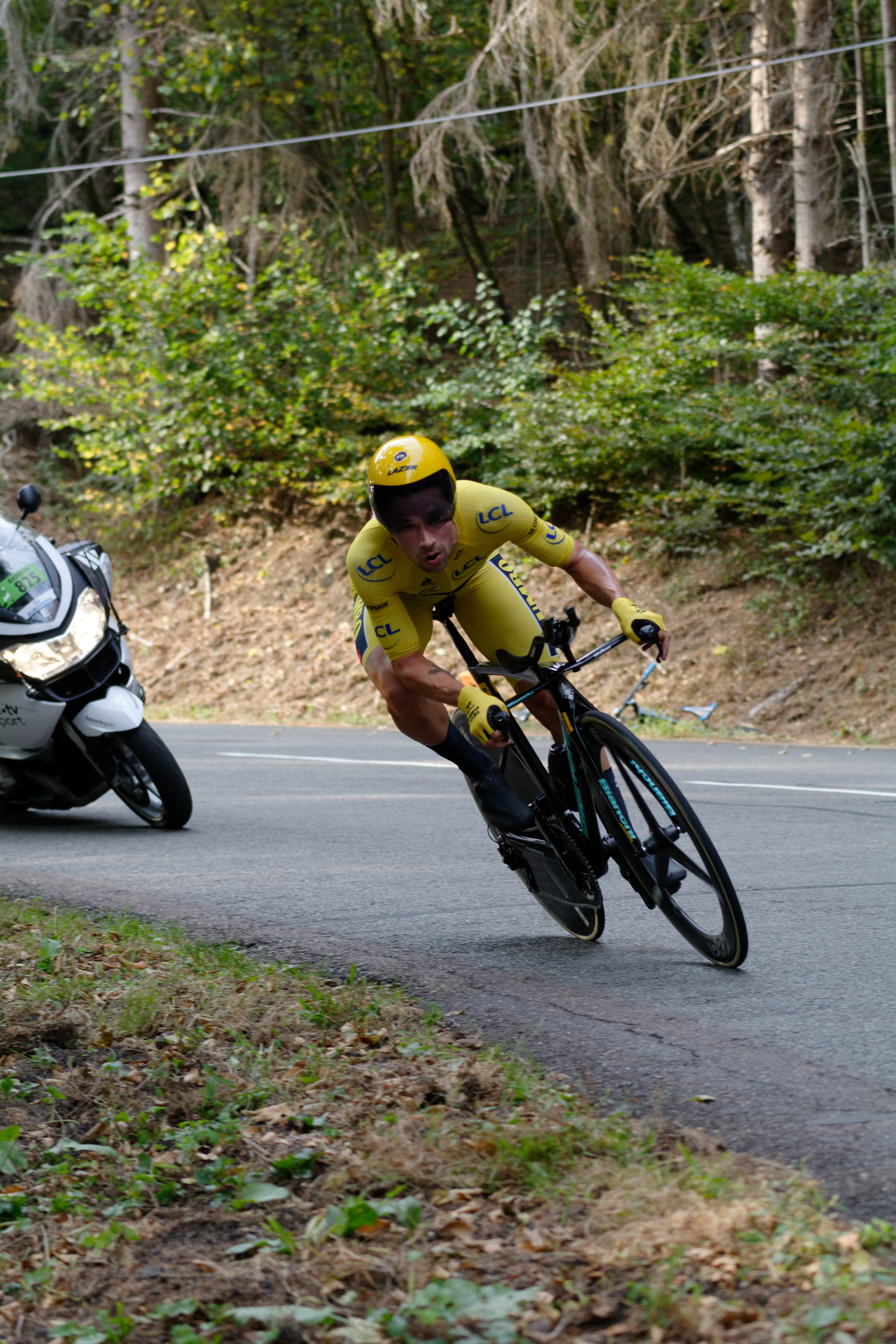
Primož Roglič verliert das Gelbe Trikot am vorletzten Etappentag der Tour de France 2020

Nach den Erfolgen des Vorjahres stieg die Jumbo-Visma Mannschaft im Jahr 2020 zum dominanten Team im Fahrerfeld auf. Mit Tom Dumoulin sicherte sich die Mannschaft die Dienste des bis damals letzten niederländischen Grand-Tour-Siegers. Weiters konnte sie den Norweger Tobias Foss verpflichten, der im Jahr 2019 mit der Tour de l’Avenir die größte Nachwuchsrundfahrt gewonnen hatte. Die Saison des Jahres 2020 stand ganz im Zeichen der COVID-19-Pandemie, die im März zur vorläufigen Absage aller Rennen führte. Mit August wurde der Rennbetrieb wieder aufgenommen, wobei die Tour de France im September und somit vor dem Giro d’Italia und der Vuelta a España abgehalten wurde.
Bereits in den ersten Rennen nach der COVID-19 bedingten Rennpause zeigte Wout van Aert auf und gewann nach der Strade Bianche mit Mailand–Sanremo das erste Monument des Radsports nach der Neuformierung der Mannschaft. Nach der Tour de l’Ain zeigte sich die Überlegenheit der Jumbo-Visma Mannschaft auch beim Criterium du Dauphine, das Primož Roglič vor dem letzten Etappentag im Gelben Trikot fahrend aufgrund eines Sturzes verlassen musste. Trotz seiner Verletzungen ging der Slowene als Favorit bei der anschließenden Tour de France an den Start, wo er die Bergankunft der 4. Etappe in Orcières Merlette gewann und am Ende der ersten Woche das Gelbe Trikot des Gesamtführenden übernahm. Im weiteren Verlauf der Frankreich-Rundfahrt etablierte sich Tadej Pogacar als größter Kontrahent, wobei Primož Roglič vor der vorletzten Etappe einen Vorsprung von 57 Sekunden aufwies. Im 36,2 Kilometer langen Zeitfahren der 20. Etappe, das auf der Planche des Belles Filles zu Ende ging, musste sich Primož Roglič seinem jüngeren Landsmann jedoch geschlagen geben und verlor fast zwei Minuten, wodurch er tags drauf als Gesamtzweiter in Paris ankam. Nach der Tour de France gewann Roglič für Jumbo-Visma mit Lüttich–Bastogne–Lüttich ein weiteres Monument des Radsports, wobei ihm der Sieg per Jury-Entscheid zugesprochen wurde. Am Ende der Saison wiederholte der Slowene seinen Gesamtsieg bei der Vuelta a España und feierte zudem vier Etappensiege. Neben Primož Roglič überzeugte auch Wout van Aert, der nach zwei Tour-de-France-Etappensiegen Zweiter beim Zeitfahren und Straßenrennen der Weltmeisterschaften in Imola wurde und sich bei der Flandern-Rundfahrt nur Mathieu van der Poel geschlagen geben musste. Das Team Jumbo-Visma führte am Jahresende die UCI-Rangliste an und stellte zudem mit Primož Roglič zum zweiten Mal in Folge den besten Fahrer.

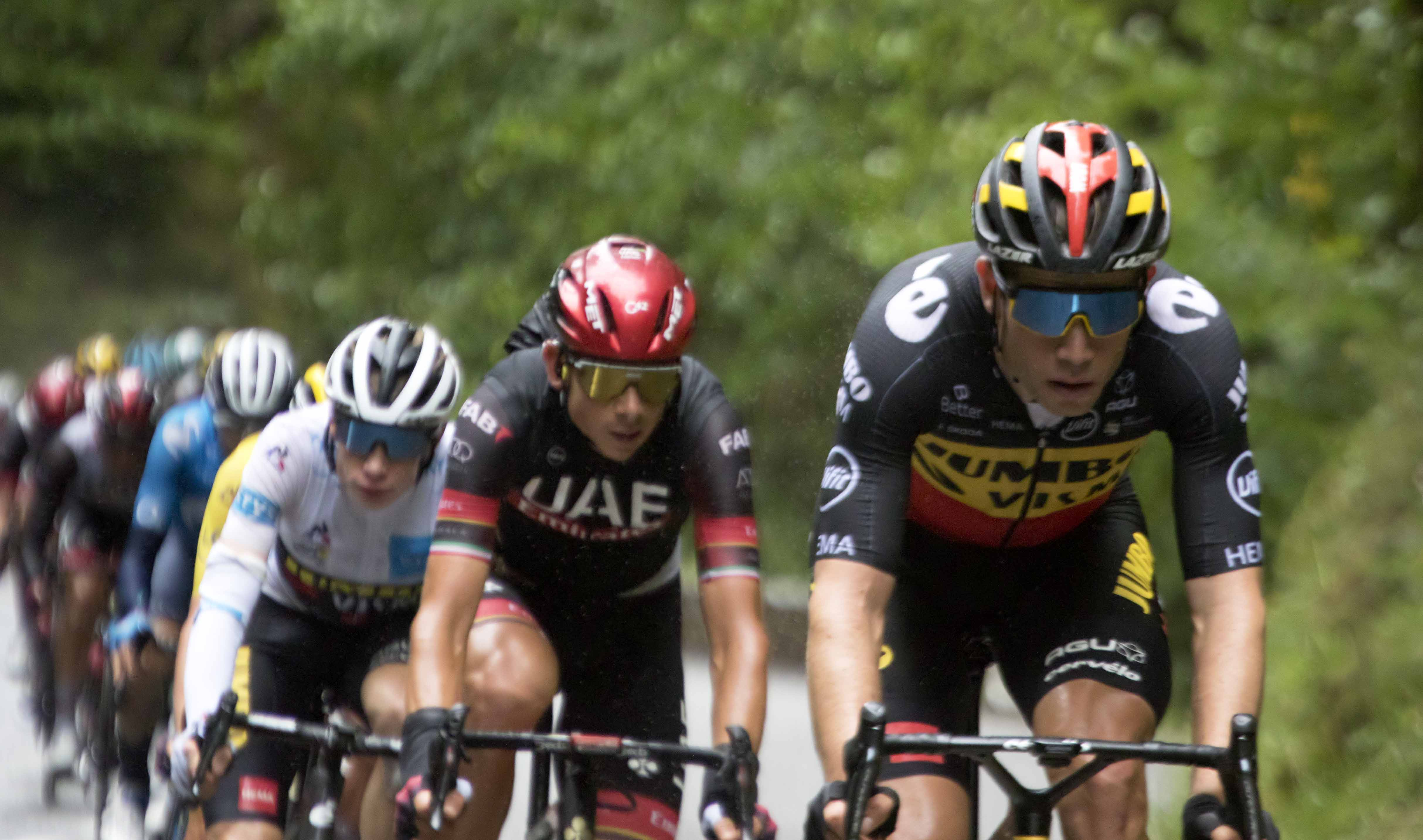
Wout van Aert und Jonas Vingegaard (1. bzw. 3. Position) bei der Tour de France 2021

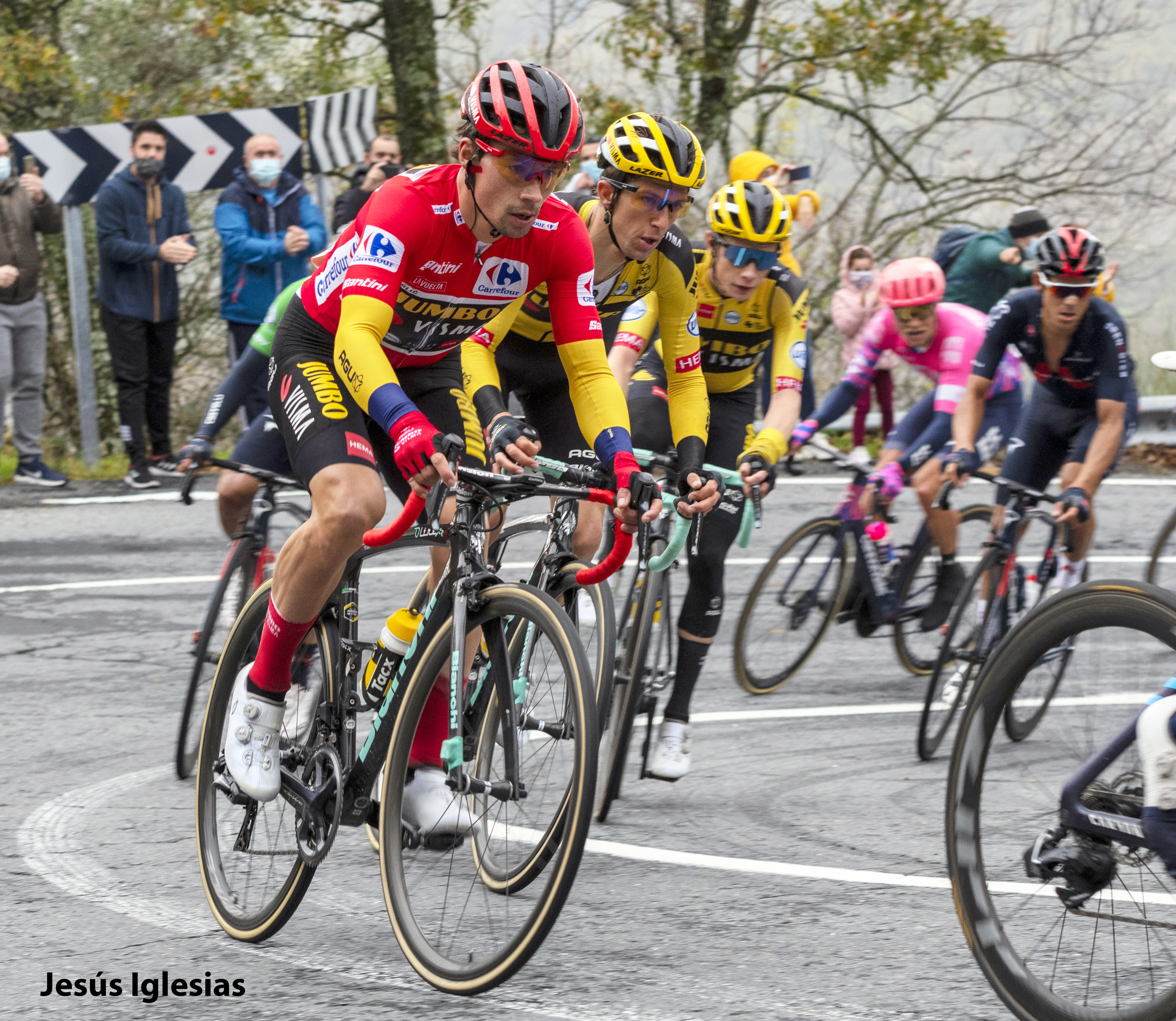
Primož Roglič gewinnt zum dritten Mal in Folge die Vuelta a España

Im Jahr 2021 stiegen mit Olav Kooij, Gijs Leemreize und Mick van Dijke drei Fahrer der Development-Mannschaft ins WorldTeam auf. Zudem verpflichtete Jumbo-Visma neben Edoardo Affini und Nathan Van Hooydonck den niederländischen Rundfahrt-Spezialisten Sam Oomen. Laurens De Plus verließ die niederländische Mannschaft, nachdem er im Jahr zuvor aufgrund einer Erkrankung und Hüftverletzung kaum Rennen bestritten hatte. Am 21. Januar gab Tom Dumoulin bekannt auf unbestimmte Zeit keine Rennen mehr zu bestreiten und eine Pause vom Profi-Radsport zu nehmen. Aufgrund der Abwesenheit des Niederländers stieg der 24-jährige Däne Jonas Vingegaard in der Mannschaftshierarchie auf und gewann nach einem Etappensieg bei der UAE Tour die Gesamtwertung der Settimana Internazionale Coppi e Bartali, ehe er hinter Primož Roglič Zweiter der Baskenland-Rundfahrt wurde. Primož Roglič hatte zuvor die Gesamtwertung bei Paris–Nizza aufgrund eines Sturzes am letzten Etappentag verloren. Dennoch ging der Slowenen neben seinem Landsmann Tadej Pogačar als Favorit an den Start der Tour de France 2021. Auf der 3. Etappe der Frankreich-Rundfahrt kam Primož Roglič jedoch erneut zu Fall und verlor mehr als eine Minute auf seine Kontrahenten. Nachdem er auf der 8. Etappe noch mehr Zeit geeinbüßt hatte, verließ er die Tour de France. In Abwesenheit des Kapitäns erhielten die Jumbo-Visma Fahrer nun mehr Freiheiten, was sich in insgesamt vier Etappensiegen durch Wout van Aert und Sepp Kuss äußerte. Der Belgier Wout van Aert, der im Frühjahr mit Gent–Wevelgem und dem Amstel Gold Race zwei Eintagesrennen der UCI WorldTour gewonnen hatte, siegte dabei sowohl auf einer Bergetappe, die über den Mont Ventoux führte, und gewann ein Einzelzeitfahren, sowie den abschließenden Sprint auf der Avenue des Champs Élysées. Die Entdeckung der Tour de France war jedoch Jonas Vingegaard, der sich nach dem Ausscheiden von Primož Roglič als größter Herausforderer von Tadej Pogačar präsentierte und am Ende den zweiten Gesamtrang belegte. Bei den Olympischen Spielen von Tokio kehrte Primož Roglič in den Rennbetrieb zurück und holte die Gold-Medaille im Einzelzeitfahren, ehe er erneut die Vuelta a España in Angriff nahm. Mit drei Etappensiegen gewann er kurz darauf die Spanien-Rundfahrt zum dritten Mal in Folge. Am Ende der Saison gewann der Slowenen bei den italienischen Herbstklassikern erneut den Giro dell’Emilia und Mailand–Turin und verpasste als Vierter nur knapp das Podium der Lombardei-Rundfahrt.
Nachdem er in der ersten Jahreshälfte kein Rennen absolviert hatte, kehrte Tom Dumoulin bei der Tour de Suisse ins Fahrerfeld zurück. Der Gesamtsieger des Giro d’Italia 2017 konnte jedoch nicht an seine früheren Leistungen anschließen, wenngleich er Zweiter im Zeitfahren der Olympischen Spiele wurde.

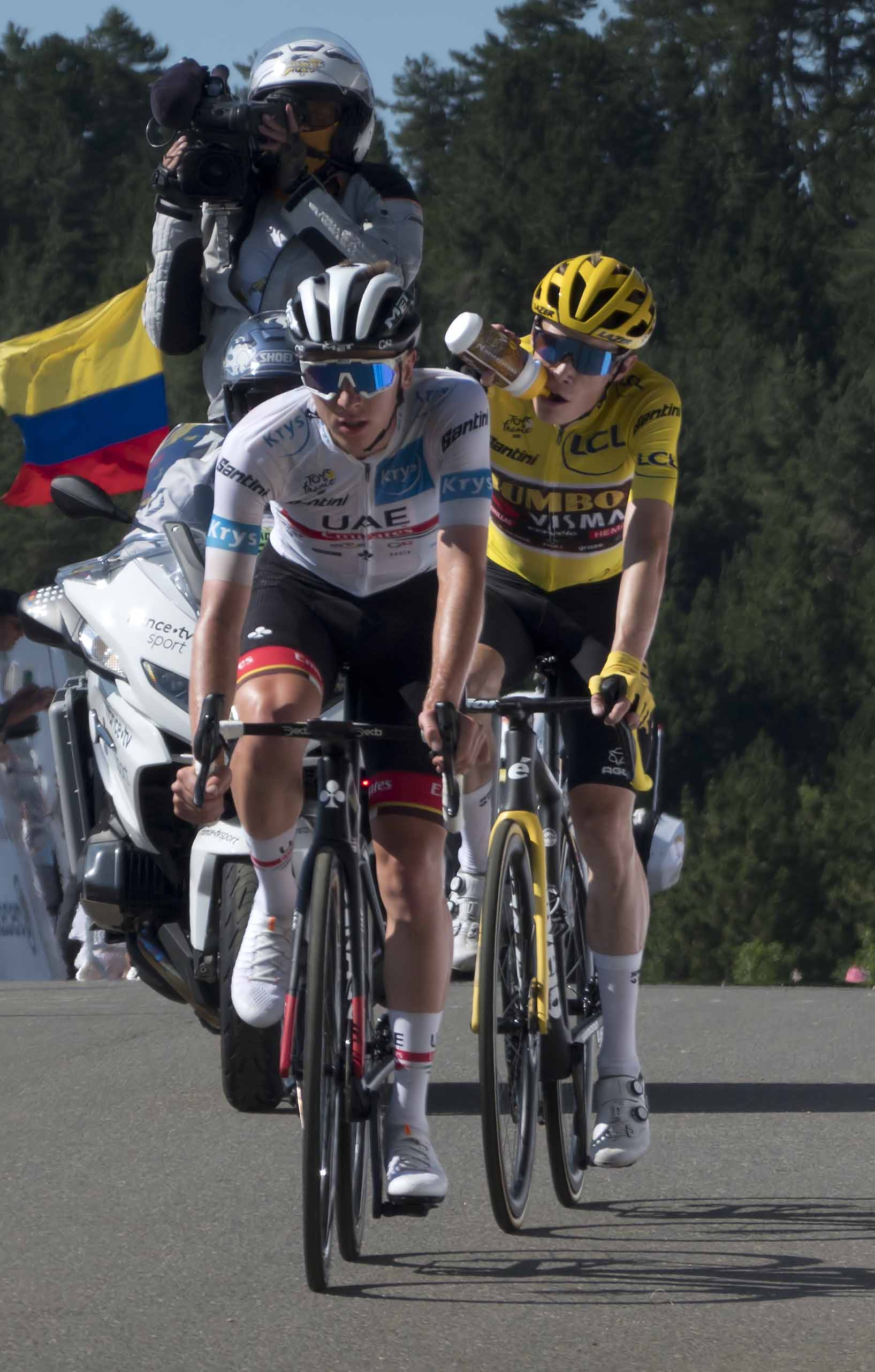
Jonas Vingegaard (Gelbes Trikot) gewinnt die Tour de France 2022

Für die Saison 2022 verstärkte sich die Jumbo-Visma Mannschaft mit weiteren Klassiker-Spezialisten. Neben Christophe Laporte und Tiesj Benoot nahm sie auch den zweifachen Zeitfahrweltmeister Rohan Dennis und den Mountainbiker Milan Vader unter Vertrag. Prominente Abgänge waren Tony Martin, George Bennett und Dylan Groenewegen, der aufgrund der zunehmenden Gesamtklassement-Ambitionen des Teams einen neuen Arbeitgeber suchte. Die niederländische Mannschaft zeigte ihre Dominanz nun auch bei den Frühjahresklassikern, wobei Wout van Aert sowohl den Omloop Het Nieuwsblad als auch Gent–Wevelgem gewann. Christophe Laporte und Tiesj Benoot sorgten für weitere Podestplätze bei den großen belgischen Eintagesrennen. Nachdem Wout van Aert die Flandern-Rundfahrt aufgrund einer COVID-19-Erkrankung verpasst hatte, wurde er Zweiter bei Paris–Roubaix und Dritter bei Lüttich–Bastogne–Lüttich. Beim Giro d’Italia nahm Tom Dumoulin neben Tobias Foss die Kapitänsrolle ein, wobei beide bereits in der ersten Woche viel Zeit verloren. Koen Bouwman konnte jedoch zwei Etappen und die Bergwertung für die Jumbo-Visma Mannschaft entscheiden. Unterdessen konnten sowohl Primož Roglič als auch Jonas Vingegaard mit ihren Leistungen überzeugen. Während der Slowene die Gesamtwertung von Paris–Nizza gewann, wurde Jonas Vingegaard hinter Tadej Pogačar Zweiter bei Tirreno–Adriatico. In Vorbereitung auf die Tour de France bestritten beide das Critérium du Dauphiné, wobei sie sich überlegen vor den anderen Fahrern durchsetzten. Auch bei der Frankreich-Rundfahrt gingen die beiden als Co-Leader ins Rennen, wobei Primož Roglič bereits auf der 5. Etappe neuerlich zu Sturz kam und wertvolle Zeit im Gesamtklassement verlor. Auf der 11. Etappe nutzte das Jumbo-Visma Team seine Mannschaftsstärke und griff abwechselnd mit beiden Kapitänen im vorletzten Anstieg des Tages, dem Col du Galibier an. Im Schlussanstieg des Col de Granon distanzierte Jonas Vingegaard den gesamtführenden Tadej Pogačar und übernahm das Gelbe Trikot, das er anschließend nicht mehr abgeben sollte. Eine Schlüsselrolle beim ersten Tour-de-France-Sieg der niederländischen Mannschaft spielte erneut Wout van Aert, der zu Beginn der Rundfahrt das Gelbe Trikot trug, drei Etappen gewann und im Grüne Trikot in Paris einfuhr. Insgesamt konnte die Jumbo-Visma Mannschaft sechs Etappensiege, drei Wertungstrikots und die Mannschaftswertung gewinnen und war somit das erfolgreichste Team der 109. Austragung. Am Ende der Saison ging Primož Roglič bei der Vuelta a España an den Start, wo er mit Remco Evenepoel um den Gesamtsieg kämpfte, ehe er die Rundfahrt kurz vor deren Ende erneut wegen eines Sturzes aufgab. Der Slowene sorgte jedoch mit einem Tageserfolg auf der 4. Etappe für den insgesamt neunten Grand-Tour-Etappensieg in der Saison 2022. Am 15. August verkündete Tom Dumoulin sein sofortiges Karriereende, nachdem er auch in der Saison 2022 nicht an seine früheren Erfolge hatte anschließen können.

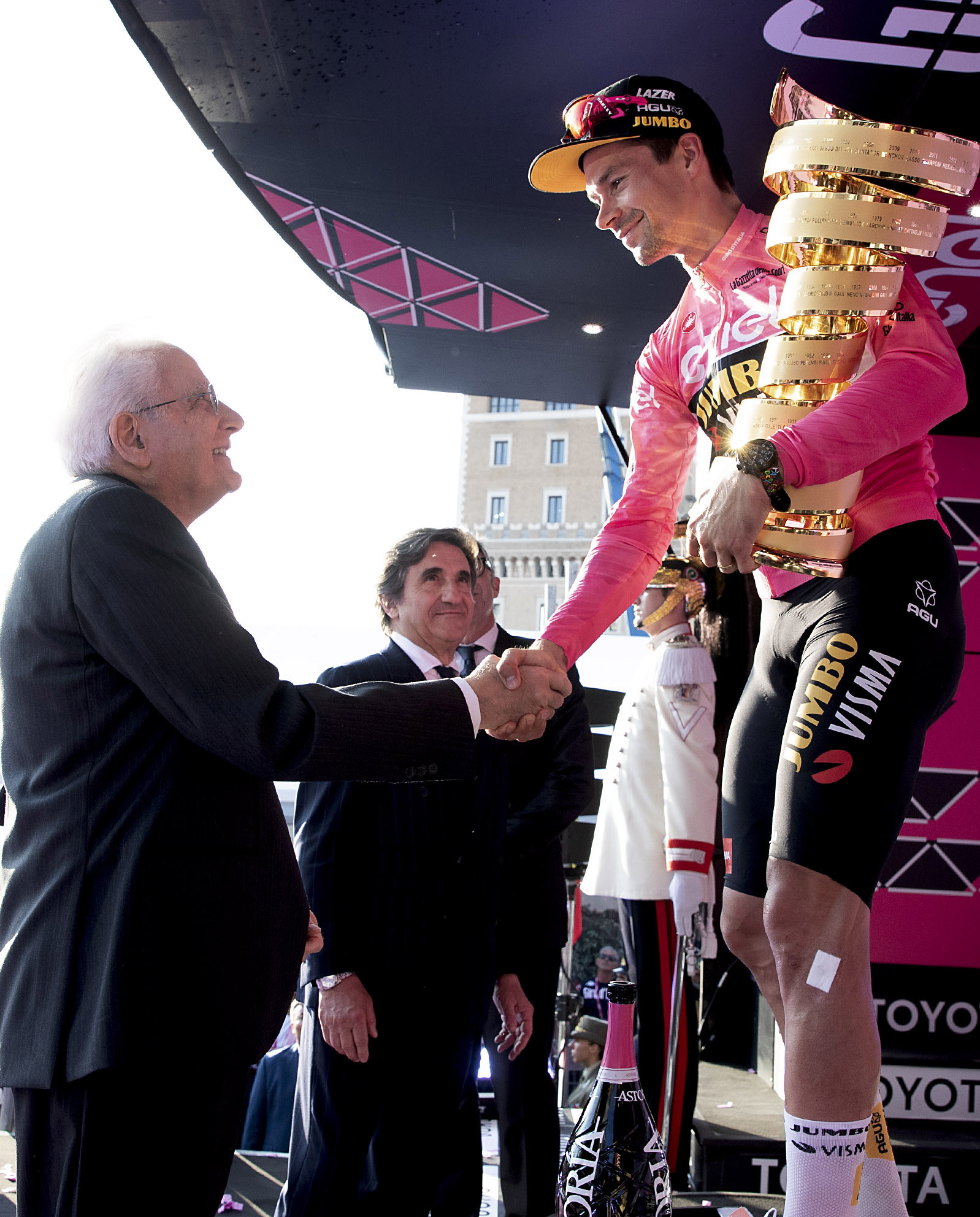
Primož Roglič gewinnt den Giro d’Italia 2023

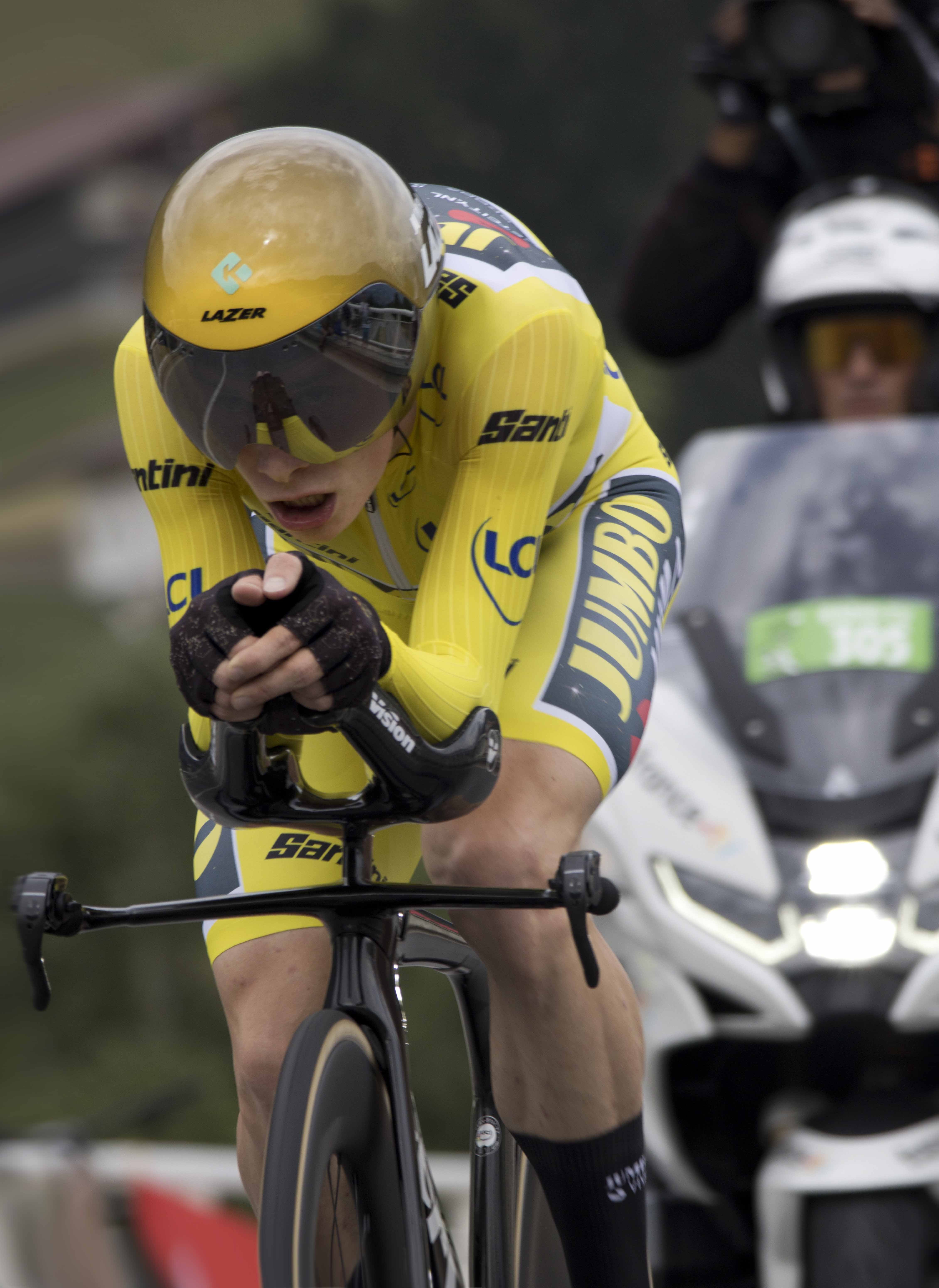
Jonas Vingegaard gewinnt die Tour de France 2023

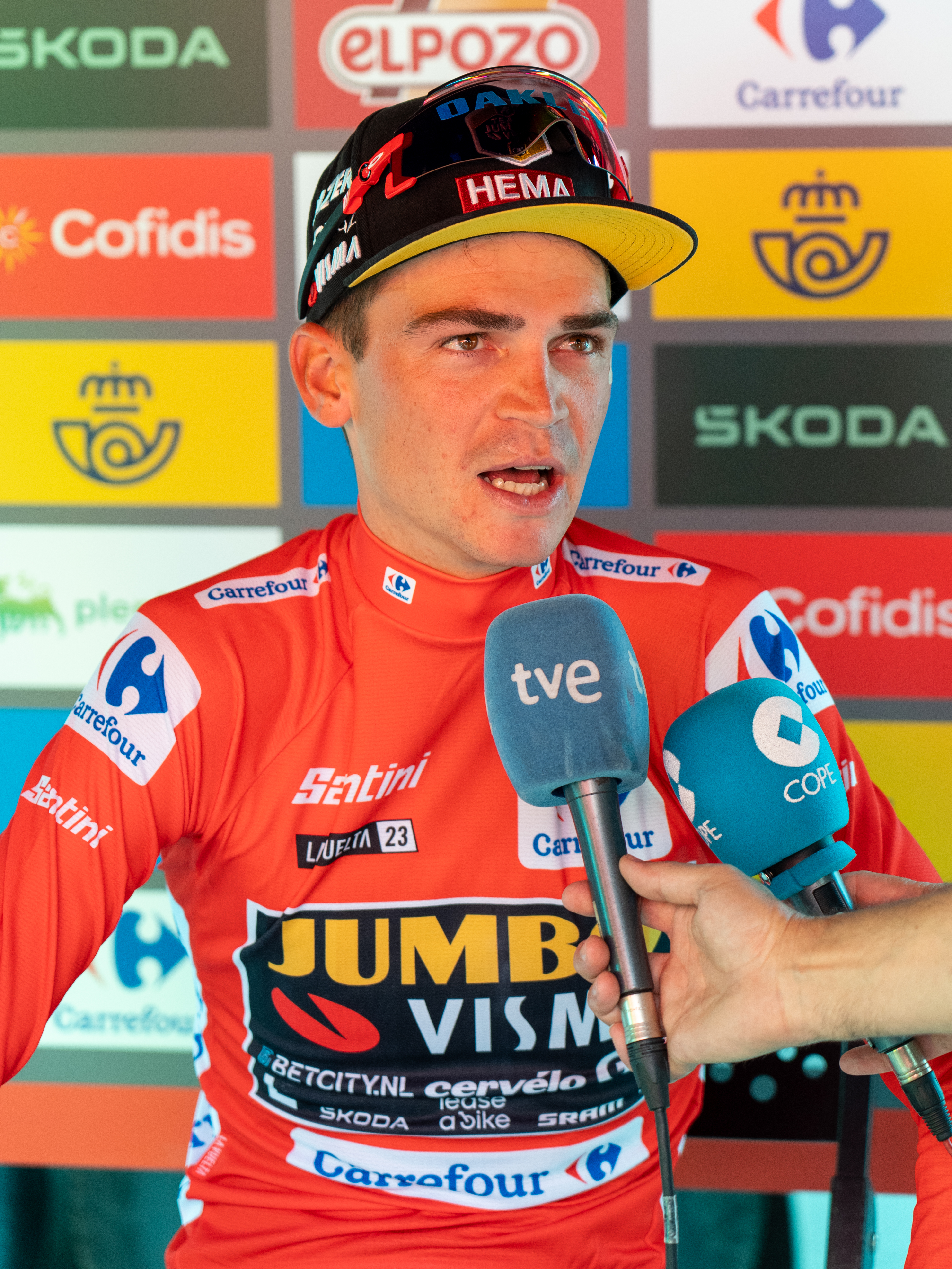
Sepp Kuss gewinnt die Vuelta a España 2023, womit das Team Jumbo-Visma alle drei Grand Tours der Saison für sich entschied

Nach dem frühzeitigen Karriereende von Tom Dumoulin verstärkte sich das Team Jumbo-Visma für die Saison 2023 mit dem Paris–Roubaix-Sieger Dylan Van Baarle, Attila Valter, Jan Tratnik und dem jungen Briten Thomas Gloag. Zudem kehrte Wilco Kelderman zu der niederländischen Mannschaft zurück, wobei er keine Kapitänsrolle einnahm, sondern die Grand Tours als wichtiger Helfer absolvierte. Die Überlegenheit des Team Jumbo-Visma zeigte sich bereits bei den Frühjahresklassikern, wo es sowohl beim Omloop Het Nieuwsblad als auch bei Kuurne–Brüssel–Kuurne, E3 Saxo Bank Classic, Gent–Wevelgem und Dwars door Vlaanderen den Sieger stellte. Nach Platz drei bei Mailand–Sanremo konnte der Kapitän Wout van Aert bei der Flandern-Rundfahrt jedoch keinen weiteren Erfolg einfahren und musste sich auch bei Paris–Roubaix mit Platz drei geschlagen geben. Nachdem Primož Roglič in den vergangenen drei Jahren bei der Tour de France gestartet war, fokussierte er sich im Jahr 2023 auf den Giro d’Italia, wo er nach Gesamtsiegen bei Tirreno–Adriatico und der Katalonien-Rundfahrt als Favorit an den Start ging. Der Slowene präsentierte sich als einer der stärksten Fahrer, konnte die Maglia Rosa jedoch erst am vorletzten Etappentag übernehmen, als er das Einzelzeitfahren auf den Monte Lussari für sich entschied. Schlussendlich gewann Primož Roglič die Italien-Rundfahrt mit einem Vorsprung von nur 14 Sekunden vor Geraint Thomas. Bei der Tour de France ging Jonas Vingegaard in der Abwesenheit seines slowenischen Teamkollegen als Kapitän ins Rennen. Der Däne hatte zuvor mit Gran Camiño, der Baskenland-Rundfahrt und dem Critérium du Dauphiné drei Etappenrennen gewinnen können, musste sich bei Paris–Nizza jedoch seinem größten Kontrahenten Tadej Pogačar geschlagen geben. Nachdem sich die beiden Dominatoren in den ersten Wochen ein knappes Duell geliefert hatten, fuhr Jonas Vingegaard im Zeitfahren der 16. Etappe mit seinem einzigen Etappensieg einen größeren Vorsprung heraus und fixierte tags drauf im Anstieg des Col de la Loze seinen zweiten Gesamtsieg bei der Frankreich-Rundfahrt. Am letzten Etappentag bestätigte Jonas Vingegaard seinen Start bei der Vuelta a España, wo er an der Seite von Primož Roglič als Co-Leader an den Start ging. Mit Sepp Kuss bestritt auch der wichtigste Helfer der beiden die Spanien-Rundfahrt. Nachdem der US-Amerikaner bereits den Giro d’Italia und die Tour de France des Jahres 2023 absolviert hatte, ging er auf der 6. Etappe in die Fluchtgruppe, gewann die Etappe und übernahm zwei Tage später das Rote Trikot des Gesamtführenden. Da sich Sepp Kuss auch auf den anschließenden Etappen beweisen konnte, erhielt er die Möglichkeit auf den Gesamtsieg zu fahren, wobei er teils von seinen eigenen Teamkollegen angegriffen wurde. Sowohl Jonas Vingegaard als auch Primož Roglič gewannen zwei Etappen und distanzierten dabei ihren Teamkollegen, der sie bei den vorangegangenen Grand Tours unterstützt hatte. Die Fahrweise der beiden Jumbo-Visma Kapitäne sorgte für Unverständnis, sodass die Mannschaft ab der 18. Etappe geschlossen um Sepp Kuss fuhr. Mit dem US-Amerikaner gewann die niederländische Mannschaft kurz darauf auch die dritte Grand Tour innerhalb eines Jahres, wobei Jonas Vingegaard als Gesamtzweiter und Primož Roglič als Gesamtdritter die Übermacht des Teams unterstrichen.
Bereits im Juni des Jahres 2023 gab Jumbo bekannt sich als Hauptsponsor zurückzuziehen, wodurch der Teamchef Richard Plugge nach einem neuen Geldgeber suchen musste. Am 24. September berichtete die niederländische Zeitschrift Wielerflits von einer möglichen Fusion mit der belgischen Mannschaft Soudal Quick-Step, wobei Richard Plugge als CEO weiterhin an der Spitze des Teams verbleiben würde. Wenige Tage später verkündete Primož Roglič beim Giro dell’Emilia, dass er die niederländische Mannschaft verlassen würde, wenngleich der Slowene noch einen für zwei Jahre laufenden Vertrag hatte. Als Grund für seinen Abschied gab der Langzeit-Kapitän die unterschiedlichen Interessen zwischen ihm und dem Team an und unterschrieb kurz darauf bei Bora-hansgrohe. Nach heftiger Kritik von Seiten der Fahrer der Soudal Quick-Step Mannschaft wurden die Fusion mit Jumbo-Visma am 6. Oktober abgesagt. Da die Jumbo-Visma Mannschaft zunächst noch keinen neuen Sponsor vorgestellt hatte, löste sie die Lizenz für das Jahr 2024 als Blanco Pro Cycling Team, ehe am 24. November der neue Name Visma-Lease a Bike bestätigt wurde. Am 9. Dezember 2023 wurde bekanntgegeben, dass Cian Uijtdebroeks zum Team Visma-Lease a Bike wechseln würde, obwohl der 20-jährige Belgier einen laufenden Vertrag bei der Bora-hansgrohe Mannschaft hatte.

### Ab 2024: Visma-Lease a Bike

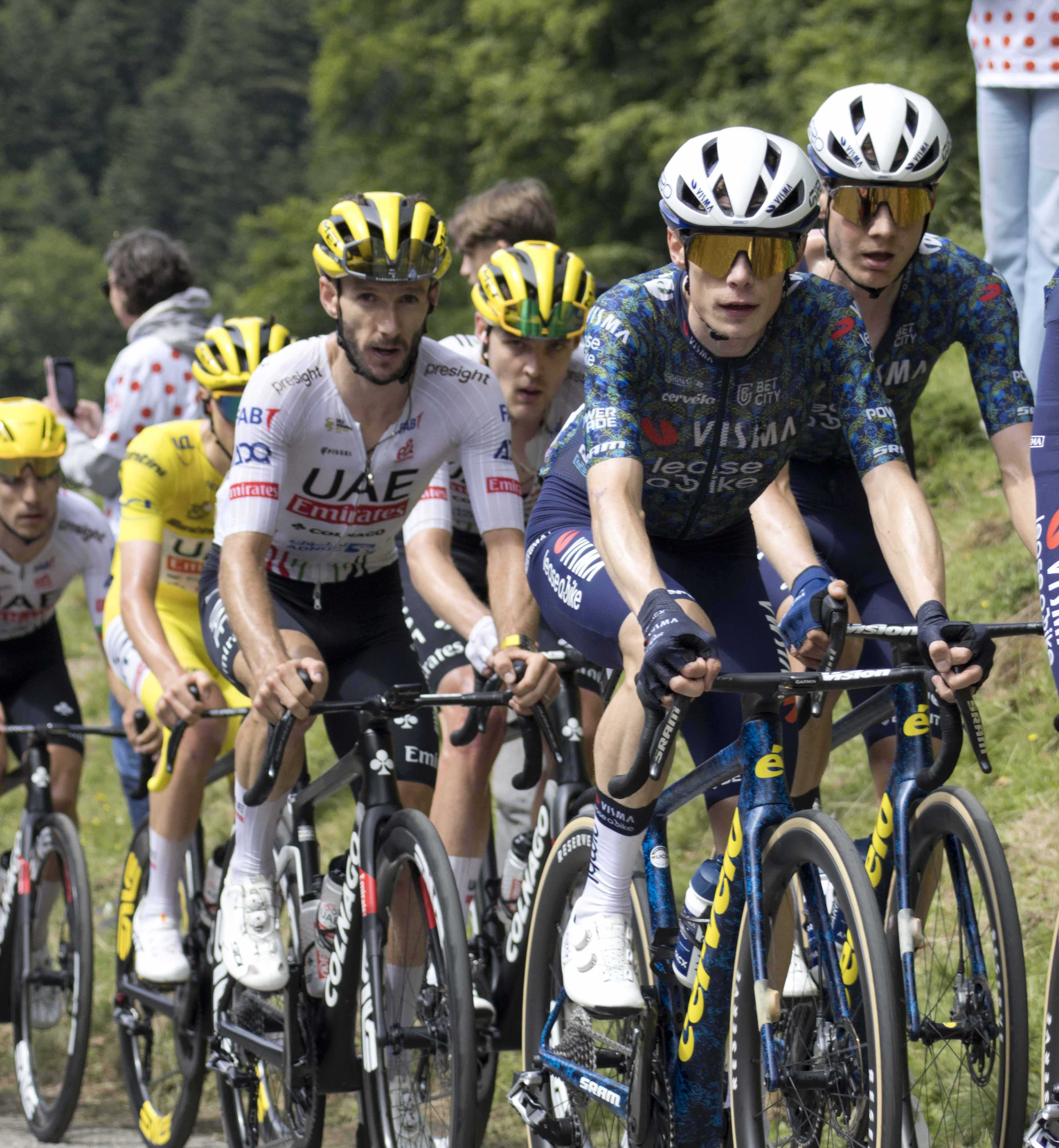
Jonas Vingegaard und Matteo Jorgenson (beide rechts) bei der Tour de France 2024

Beim Team Visma-Lease a Bike war die Saison 2024 maßgeblich von Stürzen und Krankheit geprägt. Nach seinem Sieg bei Kuurne–Brüssel–Kuurne kam Wout van Aert bei Dwars door Vlaanderen schwer zu Sturz und verpasste so die wichtigsten Rennen des Frühjahres. Nur eine Woche später wurde Jonas Vingegaard nach seinem Gesamtsieg bei Tirreno–Adriatico in einem Massensturz bei der Baskenland-Rundfahrt verwickelt und zog sich dabei schwere Verletzungen zu. Der Start des Titelverteidigers bei der Tour de France wurde erst kurz vor dem Start des Rennens bestätigt. Anders als in den vorangegangenen Jahren konnte der Däne nicht mit Tadej Pogačar mithalten und belegte schlussendlich den zweiten Gesamtrang. Auf der 11. Etappe feierte er jedoch einen emotionalen Etappensieg, als er seinen Kontrahenten im Sprint bezwang. Beim Giro d’Italia führte der 20-jährige Cian Uijtdebroeks nach der Hälfte des Rennens die Nachwuchswertung an, ehe er die Rundfahrt krankheitsbedingt aufgeben musste. Auch der Olav Kooij, der einen Massensprint der Italien-Rundfahrt für sich entschieden hatte, schied krankheitsbedingt frühzeitig aus. Sepp Kuss, der nach dem Abgang von Primož Roglič zum Co-Leader aufgestiegen war, verpasste die Tour de France aufgrund einer COVID-19 Infektion und blieb am Ende der Saison als 14. der Vuelta a España hinter den Erwartungen zurück. Wout van Aert gewann am Ende der Saison drei Etappen der Spanien-Rundfahrt und trug für zwei Tage das Rote Trikot, ehe er als Führender der Punkte- und Bergwertung seine Saison nach einem weiteren Sturz frühzeitig beenden musste. Auch Jonas Vingegaard beendete seine Saison bereits im August, nachdem er die Polen-Rundfahrt für sich entschieden hatte. Für ein Aufsehen sorgte der Neuzugang Matteo Jorgenson, der im Frühjahr Paris–Nizza und Dwars door Vlaanderen gewann und sich später als wichtigster Helfer von Jonas Vingegaard bei der Tour de France präsentierte. Für weitere große Erfolge sorgten Jan Tratnik und Christophe Laporte, die sich beim Omloop Het Nieuwsblad bzw. bei Paris–Tours durchsetzten. Letzterer verpasste im Trikot des Europameisters den Großteil des Frühjahres wegen einer Magen-Darm-Grippe.
Nach 13 Jahren verließ der Sportdirektor Merijn Zeeman das Team Visma-Lease a Bike und wechselte zum Fußballverein AZ Alkmaar. Der Niederländer galt neben Richard Plugge als Hauptakteur des Aufstiegs, den die niederländische Mannschaft seit dem Jahr 2013 erlebte. Während Robert Gesink seine Karriere im Alter von 38 Jahren beendete und Jan Tratnik zum Team Red Bull-Bora-hansgrohe wechselte, verstärkte sich die Mannschaft mit Simon Yates, der die Vuelta a España 2018 gewonnen hatte. Weitere Neuzugänge waren Victor Campenaerts und Axel Zingle, sowie die Nachwuchsfahrer Jørgen Nordhagen, Tijmen Graat, Menno Huising, Matthew Brennan und Niklas Behrens, der im Vorjahr U23 Weltmeister wurde.

## Doping
Aufgrund von mehreren Aussagen gilt es als gesichert, dass im Rabobank ProTeam zwischen den Jahren 1996 und 2012 systematisch gedopt wurde. So meinte Thomas Dekker, dass damals fast jeder Top-Fahrer Bluttransfusionen erhalten hatte, die von den Mannschaftsärzten durchgeführt wurden. Zudem soll die Mannschaftsleitung die Fahrer zum Doping aufgefordert haben. Als Auslöser nannten mehrere Zeugen die schwache Frühjahressaison des Jahres 1996. Da das gesamte Fahrerfeld damals mit EPO gedopt worden war, habe die Teamleitung ein umfangreiches Dopingsystem aufgebaut. Eine zentrale Rolle spielte der Mannschaftsarzt Geert Leinders, der als Dreh- und Angelpunkt des Doping-Systems gilt.
Als Erster Rabobank-Fahrer gestand der Niederländer Jans Koerts seinen Doping-Missbrauch im Jahr 2007. Wenige Tage zuvor suspendierte die niederländische Mannschaft den Dänen Michael Rasmussen, der zu diesem Zeitpunkt die Gesamtwertung der Tour de France anführte. Im Jahr 2008 wurden mehrere Fahrer mit der HumanPlasma-Affäre in Verbindung gebracht, woraufhin ein Doping-Geständnis von David Dekker im Jahr 2009 folgte. In den nachfolgenden Jahren wurde das systematische Dopingnetzwerk durch Aussagen von Theo De Rooij, Michael Rasmussen und Levi Leipheimer aufgedeckt. Im Anschluss kam es zu einem Verfahren gegen den ehemaligen Mannschaftsarzt Geert Leinders.
Seit der Neustrukturierung im Jahr 2012 kam es zu drei weiteren Auffälligkeiten. Im Dezember des Jahres 2017 wurden Juan José Lobato, Antwan Tolhoek und Pascal Eenkhoorn von einem Trainingslager ausgeschlossen, da sie aufgrund der unerlaubten Einnahme von Schlafmitteln ins Krankenhaus eingeliefert werden mussten. Der erstgenannte Spanier wurde daraufhin von der Mannschaft suspendiert. Am 22. November 2022 machte der Tour-de-France-Sieger Jonas Vingegaard in einem Interview mit dem dänischen Ekstra Bladet öffentlich, dass er im Jahr 2019 eine unangekündigte Dopingkontrolle verpasst hatte. Laut eigener Aussage funktionierte damals seine Türklingel nicht und er konnte nicht über sein Mobiltelefon erreicht werden. Im Juni 2023 wurde beim Deutschen Michel Heßmann ein Diuretikum nachgewiesen. Nachdem auch die B-Probe positiv ausgefallen war, wurde die Staatsanwaltschaft tätig. Heßmann erhielt eine 21-monatige Sperre, wobei das Team Jumbo-Visma angab, seinen auslaufenden Vertrag nicht zu verlängern.

### Dopingskandal um Michael Rasmussen (Tour de France 2007)
Drei Tage nachdem Michael Rasmussen das Gelbe Trikot bei der Tour de France übernommen hatte, gab der dänische Radsportverband bekannt den 33-jährigen aus der Nationalmannschaft auszuschließen, da er den Dopingkontrolleuren mehrmals seine Aufenthaltsorte verschwiegen hatte. In einem Interview meinte Rasmussen von der Suspendierung bereits seit mehreren Wochen gewusst zu haben, da der Beschluss des Verbandes bereits am 21. Juni gefallen sei, jedoch noch nicht öffentlich kommuniziert wurde. Trotz der Berichte meinte der damalige Tour-Direktor Christian Prudhomme, dass Rasmussen aufgrund von mangelnden Ausschlussgründen weiterfahren dürfe. Im Zuge einer Pressekonferenz, die nach der 12. Etappe am 20. Juli abgehalten wurde, stellte Michael Rasmussen klar, dass er zwei Verwarnungen vom internationalen Radsportverband (UCI) und eine Verwarnung vom dänischen Verband (DCU) erhalten hatte. Er äußerte sich jedoch nicht zum Zeitpunkt der dritten Verwarnung, die erst von der UCI auf ihre Gültigkeit geprüft wurde. Im Falle von drei verpassten Doping-Tests innerhalb von 18 Monaten drohte dem Dänen jedoch eine zweijährige Sperre. Der damalige Teamchef des Rabobank ProTeams, Theo de Rooij, stellte sich zu diesem Zeitpunkt hinter seinen Fahrer und wies auf drei negative Dopingkontrollen im vergangenen Monat hin. Der DCU-Geschäftsführer Jesper Worre sprach unterdessen von einer vierten Verwarnung, die ebenfalls von der UCI geprüft werden musste.
Am 21. Juli verdichtete sich der Doping-Verdacht als der US-amerikanische Mountainbiker Whitney Richards berichtete, dass er im März des Jahres 2002 als Doping-Kurier für Michael Rasmussen fungieren hätte sollen. Dieser wies ihn an eine Schachtel mit Radschuhen zu dessen Trainingslager nach Italien zu bringen. Anstelle der Schuhe meinte Richards jedoch 14 Infusionsbeutel vorgefunden zu haben, die er entsorgte. Rasmussen äußerte sich nicht zu den Aussagen, wobei er nicht leugnete Whitney Richards namentlich zu kennen.
Trotz der anhaltenden Kritik setzte Michael Rasmussen die Tour de France als Gesamtführender fort und gewann am 25. Juli die abschließende Bergankunft, wobei er von den Zusehern ausgebuht wurde. Nachdem er das Gelbe Trikot am Podium übergestreift hatte, wurde er noch am selben Abend von seiner eigenen Mannschaft aus dem Rennen genommen. Als Begründung meinte ein Sprecher der Rabobank-Mannschaft, dass Rasmussen durch Lügen die teaminternen Regeln gebrochen habe, da er „mehrmals“ falsche Trainingsorte angegeben habe. Als Auslöser gilt eine Aussage des früheren Rad-Profis Davide Cassani, der in der Rai Live-Übertragung vom 15. Juli erzählt hatte, dass er Michael Rasmussen am 13. Juni beim Training im Val di Fassa gesehen hatte. Zu diesem Zeitpunkt hatte der Däne jedoch angegeben sich in Mexiko aufzuhalten. Die Aussagen von Davide Cassani wurden vom dänischen Fernsehen aufgegriffen, wobei der Italiener beteuerte Michael Rasmussen ursprünglich nicht schaden zu wollen, da er dessen Trainingsausfahrt bei regnerischen Bedingungen als Zeichen von Präzision und Hingabe brachte. Am Abend des Ausschlusses berichtete Davide Cassani ein Telefonat mit dem Rabobank-Teamchef Theo De Rooy geführt zu haben, wobei er ihm die Wahrheit der Geschichte bestätigte.
Michael Rasmussen wies die Doping-Anschuldigungen zurück, obwohl er mit sofortiger Wirkung von Rabobank-Mannschaft suspendiert wurde und mit 26. Juli 2007 für zwei Jahre von der UCI gesperrt wurde. Am Ende seiner Karriere gestand er am 31. Januar 2013 in seiner gesamten Zeit als Radprofi gedopt zu haben. Nachdem er im Sommer des gleichen Jahres ein umfangreiches Geständnis abgelegt hatte, meinte er in einem späteren Interview, das alle Fahrer des Rabobank ProTeams während der Tour de France 2007 gedopt hatten, womit er seine Teamkollegen Denis Menchow, Michael Boogerd, Bram de Groot, Thomas Dekker, Juan Antonio Flecha, Pieter Weening, Grischa Niermann und den dreifachen Weltmeister Óscar Freire unter Druck setzte. Im Anschluss relativierte er jedoch seine Aussagen. Weiters warf er Bjarne Riis, Ryder Hesjedal, Nicki Sørensen, Rolf Sørensen, Frank Høj und dem damaligen Rabobank Teamarzt Dr. Geert Leinders ebenfalls Dopingpraktiken in seiner Autobiographie Yellow Fever vor.

### HumanPlasma-Affäre
Im Februar 2008 begann das österreichische Bundeskriminalamt mit Ermittlungen gegen 30 Sportler aus der Ausdauerszene, die von einer Wiener Firma namens HumanPlasma beim Blutdoping unterstützt wurden. Als Kronzeuge fungierte unter anderen auch der ehemalige österreichische Rad-Profi Bernhard Kohl, der selbst im Jahr 2008 positiv auf CERA getestet worden war. Im Zuge der Aufklärung wurde ein Dopingnetzwerk um den Humanplasma-Mediziner Paul Höcker und Stefan Matschiner aufgedeckt, wobei sich die Hinweise verdichteten, dass mehrere Fahrer des Team Rabobank als Kunden nach Wien gereist waren.
Im Mai des Jahres 2009 gab das Team Rabobank bekannt von den österreichischen Behörden bezüglich der HumanPlasma-Affäre kontaktiert worden zu sein. Luuc Eisinga, der Pressesprecher der niederländischen Mannschaft, meinte damals, dass es keinen Anhaltspunkt dafür gebe, dass die Fahrer seiner Mannschaft in den Skandal involviert waren, und versprach volle Kooperation. Der Russe Denis Menschov, der zu diesem Zeitpunkt den Giro d’Italia anführte, äußerte sich nicht zu der HumanPlasma-Affäre, wobei er von einem deutschen TV-Reporter als Kunde beschuldigt worden war. Im Sommer desselben Jahres wurden mit Denis Menschov, Joost Posthuma und Pieter Weening drei Fahrer des Rabobank ProTeams vom österreichischen Bundeskriminalamt verhört, ehe auch Michael Boogerd und Thomas Dekker einvernommen wurden, die zu diesem Zeitpunkt nicht mehr für die niederländische Mannschaft fuhren. Laut einer Aussage von Bernhard Kohl hatten die beiden letztgenannten die Blutzentrifuge von Stefan Matschiner genutzt. Ende September legte Thomas Dekker ein Doping-Geständnis ab.
Am 5. Mai 2012 berichtete die niederländische Tageszeitung De Volkskrant, das Doping im Rabobank ProTeam unter der Führung von Theo De Rooij bis ins Jahr 2007 geduldet wurde. Der damalige Teamchef war im Jahr 2007 nach dem Dopingskandal um Michael Rasmussen von seiner leitenden Position zurückgetreten. In einem Interview sprach er von medizinischer Betreuung, wobei die Fahrer selbst entscheiden konnten, wie weit sie im medizinischen Feld gingen. Er gab jedoch an, dass die Fahrer keinerlei finanzielle Unterstützungen erhielten und weder zu Doping gezwungen noch ermutigt wurden. Weiters bestritt von den Verwicklungen seiner Fahrer in die HumanPlasma-Affäre gewusst zu haben. Einen Tag nachdem das Interview veröffentlicht worden war, gestand auch Michael Boogerd seinen Doping-Missbrauch, nachdem er sich jahrelang gegen die Anschuldigungen von Stefan Matschiner gewehrt hatte.

### Ermittlungen gegen Dr. Geert Leinders
Im Zuge der USADA-Untersuchung im Fall US-Postal, sagte der US-Amerikaner Levi Leipheimer aus in seiner Zeit beim Rabobank ProTeam (2002–2004) vom Teamarzt Geert Leinders mit EPO versorgt worden zu sein. Dies berichtete die niederländische Zeitschrift NRC Handelsblad im Dezember des Jahres 2012. Weiters soll ein nicht namentlich genannter Mitarbeiter Leinders beschuldigt haben den Doping-Missbrauch seiner Fahrer beaufsichtigt zu haben. Nach den Aussagen von Ex-Teamchef Theo De Rooij und Thomas Dekker, die systematisches Doping im Rabobank ProTeam angedeutet hatten, leitete die Staatsanwaltschaft im belgischen Dendermonde am 16. Februar 2013 ein Verfahren gegen den ehemaligen Teamarzt Geert Leinders ein. Nach mehreren Zeugenaussagen kam die niederländischen Anti-Doping-Agentur (NAD) zu dem Schluss, das Geert Leinders in seiner Zeit beim Rabobank ProTeam (1996–2009) als Dreh- und Angelpunkt des Doping-Systems fungierte. Er beriet die Fahrer darüber was sie wann und wie verwenden sollten und half ihnen nicht erwischt zu werden. Weiter hatte er sie beim Blutdoping unterstützt und stellte sicher das die Fahrer einen Hämatokrit-Wert von weniger als 50 % aufwiesen. In den frühen 2000er Jahren dopte Geert Leinders seine Athleten mit EPO und Bluttransfusionen, die entweder von Familienmitgliedern oder gelagerten Blutbeuteln stammten.
Nach einer Aussage von Michael Rasmussen schlug ihm Geert Leinders nach der Tour de France 2005 vor Kontakt zu Michael Boogerd aufzunehmen, der bereits damals Kunde der HumanPlasma-Klinik war. Auf diese Weise konnte er mehrere Blutbeutel lagern, da sein Vater nach einem Test nicht als Spender in Frage kam. Während des Giro d’Italia 2007 testeten Michael Rasmussen und Geert Leinders die Auswirkungen der Verabreichung von zwei Blutbeutel, wobei sie ein Sysmex-Gerät der Rabobank-Mannschaft nutzten, das damals von der UCI bei Dopingkontrollen eingesetzt wurde. Die Anschaffung der Blutanalyse-Maschine kostete 75.000 €, wobei die Rabobank-Teamleitung um Theo de Rooij den Einkauf beschloss. Da der Test keine Auffälligkeiten aufwies, wurde Rasmussen während der Tour de France 2007 vom Teamarzt Jan-Paul van Mantgem dieselbe Menge verabreicht. Während der Vuelta a España 2003 leitete Geert Leinders eine Bluttransfusion bei Levi Leipheimer, der das Blut von seinem Bruder bekommen hatte. Nach der Rundfahrt machte ihn Geert Leinders darauf aufmerksam, dass die Dopingtests der UCI das fremde Blut ab dem Jahr 2004 erkennen würden. Sowohl Michael Rasmussen als auch Levi Leipheimer sagten aus, dass sie in ihrer Zeit beim Rabobank ProTeam mit EPO, Testosteron und Cortison versorgt wurden, wobei letzteres in einem Vitamin-Kanister aufbewahrt wurde.
Neben Geert Leinders belastete Michael Rasmussen mit seinen Aussagen auch den damaligen UCI-Chefmediziner Mario Zorzoli. Im Vorfeld der Tour de France 2005 informierte die UCI das Rabobank ProTeam darüber, dass Rasmussen bei einer Dopingkontrolle eine niedrige Retikulitenzahl aufgewiesen hatte, was auf eine Blutmanipulation schließen lässt. Nach einem anschließenden Treffen zwischen Geert Leinders und Mario Zorzoli soll Leinders gegenüber Rasmussen gemeint haben, dass er der am besten geschützten Fahrer im Rennen sei. Während der Tour de France 2005 verabreichte Geert Leinders seinem Schützling eine Injektion, wodurch sich sein luteinisierenden Hormonspiegel (LH) erhöhte. Obwohl ein Dopingtest zeigte, dass sich sein LH-Wert 20-mal höher war als eine Woche zuvor, kam es von Seiten der UCI zu keinen Maßnahmen.
Am 22. Jänner 2015 erhielt Geert Leinders von der UCI eine lebenslängliche Sperre, womit er nicht mehr mit Profi-Teams zusammenarbeiten darf. Dieser meinte, dass er sich als Arzt in dieser Angelegenheit für unschuldig halte. Die Behauptungen gegen Mario Zorzoli wurden an die Cycling Independent Reform Commission (CIRC) weitergeleitet. Diese fand keine Beweise, die die Behauptungen stützen könnten, womit er seine Aufgaben als UCI-Arzt und wissenschaftlicher Berater wieder aufnehmen konnte.

## Platzierungen in UCI-Ranglisten
UCI World Ranking
| World Ranking | World Ranking | World Ranking            | World Ranking |
| Jahr          | Teamwertung   | Einzelwertung            |               |
| ------------- | ------------- | ------------------------ | ------------- |
| 2016          | —             | Dylan Groenewegen (31. ) |               |
| 2017          | —             | Primož Roglič (21. )     |               |
| 2018          | —             | Primož Roglič (12. )     |               |
| 2019          | 3.            | Primož Roglič (1. )      |               |
| 2020          | 1.            | Primož Roglič (1. )      |               |
| 2021          | 3.            | Wout van Aert (2. )      |               |
| 2022          | 1.            | Wout van Aert (2. )      |               |
| 2023          | 2.            | Jonas Vingegaard (2. )   |               |
| 2024          | 2.            | Jonas Vingegaard (7. )   |               |
|               |               |                          |               |
| Quelle: UCI   |               |                          |               |

UCI-Weltrangliste (bis 2004)
| Saison | Team | Fahrer                     |
| ------ | ---- | -------------------------- |
| 1995   | 12.  | Wjatscheslaw Jekimow (14.) |
| 1996   | 11.  | Rolf Sørensen (25.)        |
| 1997   | 6.   | Rolf Sørensen (19.)        |
| 1998   | 3.   | Michael Boogerd (5.)       |
| 1999   | 2.   | Michael Boogerd (2.)       |
| 2000   | 6.   | Erik Dekker (17.)          |
| 2001   | 3.   | Erik Dekker (2.)           |
| 2002   | 9.   | Michael Boogerd (17.)      |
| 2003   | 8.   | Michael Boogerd (9.)       |
| 2004   | 5.   | Óscar Freire (4.)          |

UCI ProTour
| Saison | Team | Fahrer                |
| ------ | ---- | --------------------- |
| 2005   | 3.   | Denis Menschow (14.)  |
| 2006   | 3.   | Michael Boogerd (16.) |
| 2007   | 8.   | Óscar Freire (5.)     |
| 2008   | 10.  | Óscar Freire (23.)    |

UCI World Calendar
| Saison | Team | Fahrer              |
| ------ | ---- | ------------------- |
| 2009   | 9.   | Robert Gesink (10.) |
| 2010   | 4.   | Robert Gesink (7.)  |

UCI World Tour
| Saison | Team | Fahrer              |
| ------ | ---- | ------------------- |
| 2011   | 10.  | Robert Gesink (18.) |
| 2012   | 8.   | Bauke Mollema (17.) |
| 2013   | 11.  | Bauke Mollema (17.) |
| 2014   | 12.  | Bauke Mollema (19.) |
| 2015   | 14.  | Robert Gesink (41.) |
| 2016   | 12.  | Sep Vanmarcke (18.) |
| 2017   | 16.  | Primož Roglič (27.) |
| 2018   | 10.  | Primož Roglič (11.) |

## Mannschaft 2025
| Teamkader 2025          | Teamkader 2025     | Teamkader 2025         | Teamkader 2025                                |
| Name                    | Geburtsdatum       | Land                   | Vorheriges Team                               |
| ----------------------- | ------------------ | ---------------------- | --------------------------------------------- |
| Edoardo Affini          | 24. Juni 1996      | Italien                | Mitchelton-Scott (2020)                       |
| Niklas Behrens          | 6. November 2003   | Deutschland            | Lidl-Trek Future Racing (2024)                |
| Tiesj Benoot            | 11. März 1994      | Belgien                | Team DSM (2021)                               |
| Matthew Brennan         | 6. August 2005     | Vereinigtes Königreich | Team Visma \| Lease a Bike Development (2024) |
| Victor Campenaerts      | 28. Oktober 1991   | Belgien                | Lotto Dstny (2024)                            |
| Thomas Gloag            | 13. September 2001 | Vereinigtes Königreich | Trinity Racing (2022)                         |
| Tijmen Graat            | 10. Januar 2003    | Niederlande            | Team Visma \| Lease a Bike Development (2024) |
| Per Strand Hagenes      | 10. Juli 2003      | Norwegen               | Jumbo-Visma Development Team (2023)           |
| Menno Huising           | 8. April 2004      | Niederlande            | Team Visma \| Lease a Bike Development (2024) |
| Matteo Jorgenson        | 1. Juli 1999       | Vereinigte Staaten     | Movistar Team (2023)                          |
| Wilco Kelderman         | 25. März 1991      | Niederlande            | Bora-Hansgrohe (2022)                         |
| Olav Kooij              | 17. Oktober 2001   | Niederlande            | Jumbo-Visma Development Team (2021)           |
| Steven Kruijswijk       | 7. Juni 1987       | Niederlande            | Rabobank Continental (2009)                   |
| Sepp Kuss               | 13. September 1994 | Vereinigte Staaten     | Rally Cycling (2017)                          |
| Christophe Laporte      | 11. Dezember 1992  | Frankreich             | Cofidis (2021)                                |
| Bart Lemmen             | 14. Oktober 1995   | Niederlande            | Human Powered Health (2023)                   |
| Daniel McLay            | 3. Januar 1992     | Vereinigtes Königreich | Arkéa-B&B Hotels (2024)                       |
| Jørgen Nordhagen        | 10. Januar 2005    | Norwegen               | Team Visma \| Lease a Bike Development (2024) |
| Ben Tulett              | 26. August 2001    | Vereinigtes Königreich | Ineos Grenadiers (2023)                       |
| Cian Uijtdebroeks       | 28. Februar 2003   | Belgien                | Bora-Hansgrohe (2023)                         |
| Attila Valter           | 12. Juni 1998      | Ungarn                 | Groupama-FDJ (2022)                           |
| Wout van Aert           | 15. September 1994 | Belgien                | Cibel (2019)                                  |
| Dylan van Baarle        | 21. Mai 1992       | Niederlande            | Ineos Grenadiers (2022)                       |
| Loe van Belle           | 24. Januar 2002    | Niederlande            | Jumbo-Visma Development Team (2023)           |
| Tosh Van der Sande      | 28. November 1990  | Belgien                | Lotto-Soudal (2021)                           |
| Julien Vermote          | 26. Juli 1989      | Belgien                | Secteur-Duolar (2023)                         |
| Jonas Vingegaard        | 10. Dezember 1996  | Dänemark               | ColoQuick (2018)                              |
| Simon Yates             | 7. August 1992     | Vereinigtes Königreich | Team Jayco AlUla (2024)                       |
| Axel Zingle             | 18. Dezember 1998  | Frankreich             | Cofidis (2024)                                |
|                         |                    |                        |                                               |
| Quelle: ProCyclingStats |                    |                        |                                               |